# 明故宫
明故宫，又称南京故宫，是中國明朝初期的皇宫，位于江苏省南京市。1956年，列为第一批江苏省文物保护单位。2006年，列为第六批全国重点文物保护单位。

## 历史

### 初创

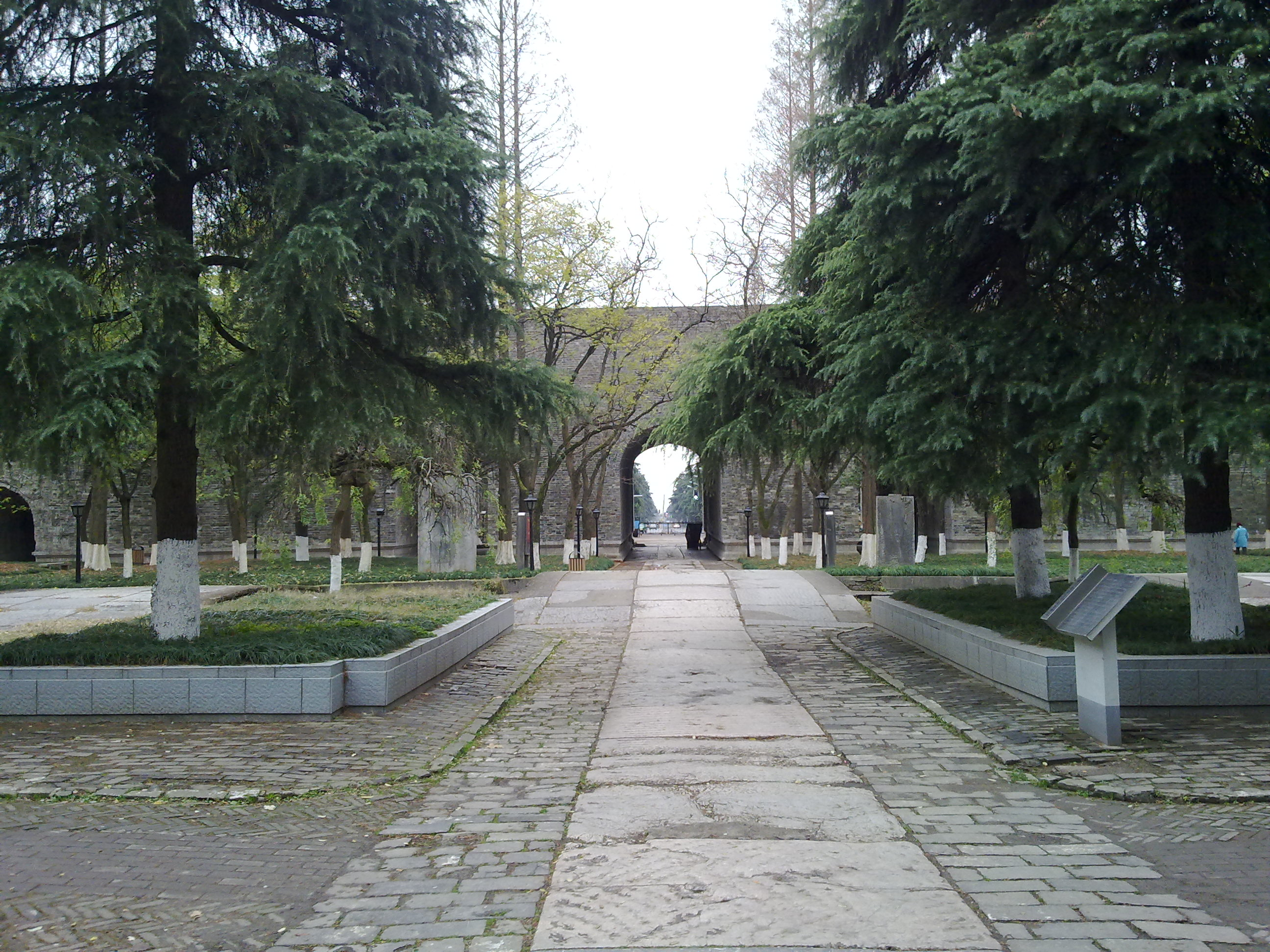
南京明故宫午门遗址

元至正二十六年八月庚戌（1366年9月5日），当时自称“吴王”、尚未称帝的朱元璋命刘基等人在应天（南京）为其新宫占卜宫址。同年十二月甲子（1367年1月17日），朱元璋亲祀山川之神，告曰“予自乙未（1355年）渡江，丙申（1356年）驻师金陵，抚安黎庶，于今十有二年……兹欲立郊社，建宫宇于旧城之东、钟山之阳。国祚绵长，惟山川气运是从。”同时集诸地工匠、军卒数万人，开始为自己营建宫室，即“吴王新宫”。
吴王新宫选址在元集庆城（即南宋建康府城）东门之外、钟山以南，原燕雀湖位置。吳元年九月癸卯（1367年10月23日）建成。吴王新宫东西宽790米，南北长750米，有奉天殿、华盖殿，谨身殿、文楼、武楼、乾清宫、坤宁宫、东西六宫等宫殿和奉天门等门阙，在四周设门四座，南为午门、东为东华门、西为西华门、北为玄武门。午门之前为云集桥，过桥入午门为奉天门，左右为东西耳房，奉天门东西两侧偏门称为左红门、右红门。宫殿四周围以城墙，高二丈五尺（9.6米），顶宽二丈一尺五分（6.8米）。宫城由于处于原燕雀湖湖底泥土松软地段，因此在地基中密设木桩，主要为杉木直径16到36厘米，长度3到6米，最长者15米。木桩之间的间距一般是8到12厘米，最密处仅为2到4厘米。此外有些地段还以黄土、碎砖层层填实夯平。
奉天门内为正殿奉天殿，殿前左右为文楼，武楼。奉天殿后为华盖殿，谨身殿。内廷之门为皇宫门，内为乾清宫、坤宁门、坤宁宫、宫左门、宫右门。中路两侧有“以次序列”的春和殿（东宫）、柔仪殿（西宫）及东西六宫。。
皇城之外东北侧为太庙，供奉德祖、懿祖、熙祖、仁祖神位，四祖各为一庙，外为都宫，称作“四亲庙”。宫城外西南侧为社稷坛。
洪武元年（1368年），朱元璋即位称帝，建立明朝，以应天府为南京，开封为北京，并于次年在凤阳兴建中都城，与应天皇宫不同的是，中都宫殿将太庙与社稷坛设在宫城正门午门之前的左右两侧，并在宫城以外增筑了一道“外禁垣”，即中都皇城。由于当时全国的人力物力全被集中于中都城池和宫殿的兴建，因此应天宫殿的扩建工作终止。此后数年间只对已有宫殿进行了必要的维修，并将“吴王新宫”改名为“皇城”（其范围即后来的明南京宫城）。
洪武六年（1373年）四月，朱元璋开始增筑应天“京师城”（南京城）与“内城”（即后来的南京皇城），并在皇城内开设文华堂、武英堂，以宋濂为教官，择取年少聪明的国子监监生，与年幼诸王一同读书。在左顺门内建大本堂，“聚古今图书”、“太子、诸王就读其间，间作东宫视事之所”；奉天门前广场西侧为右顺门，门内为当时尚未就藩的秦、晋、燕、周、楚诸王的宫室。

### 洪武朝增建

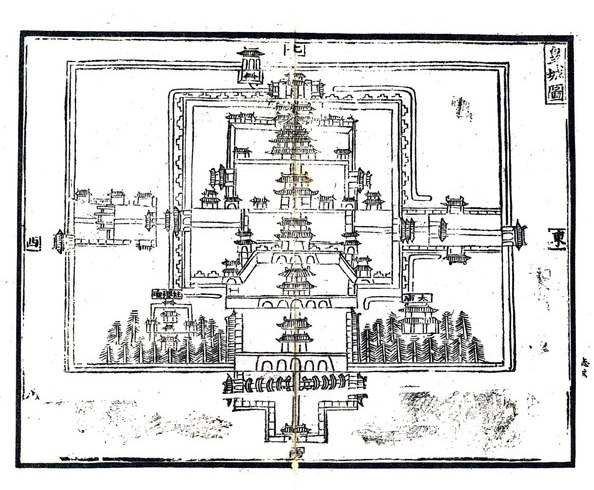
洪武京城圖志記-皇城圖

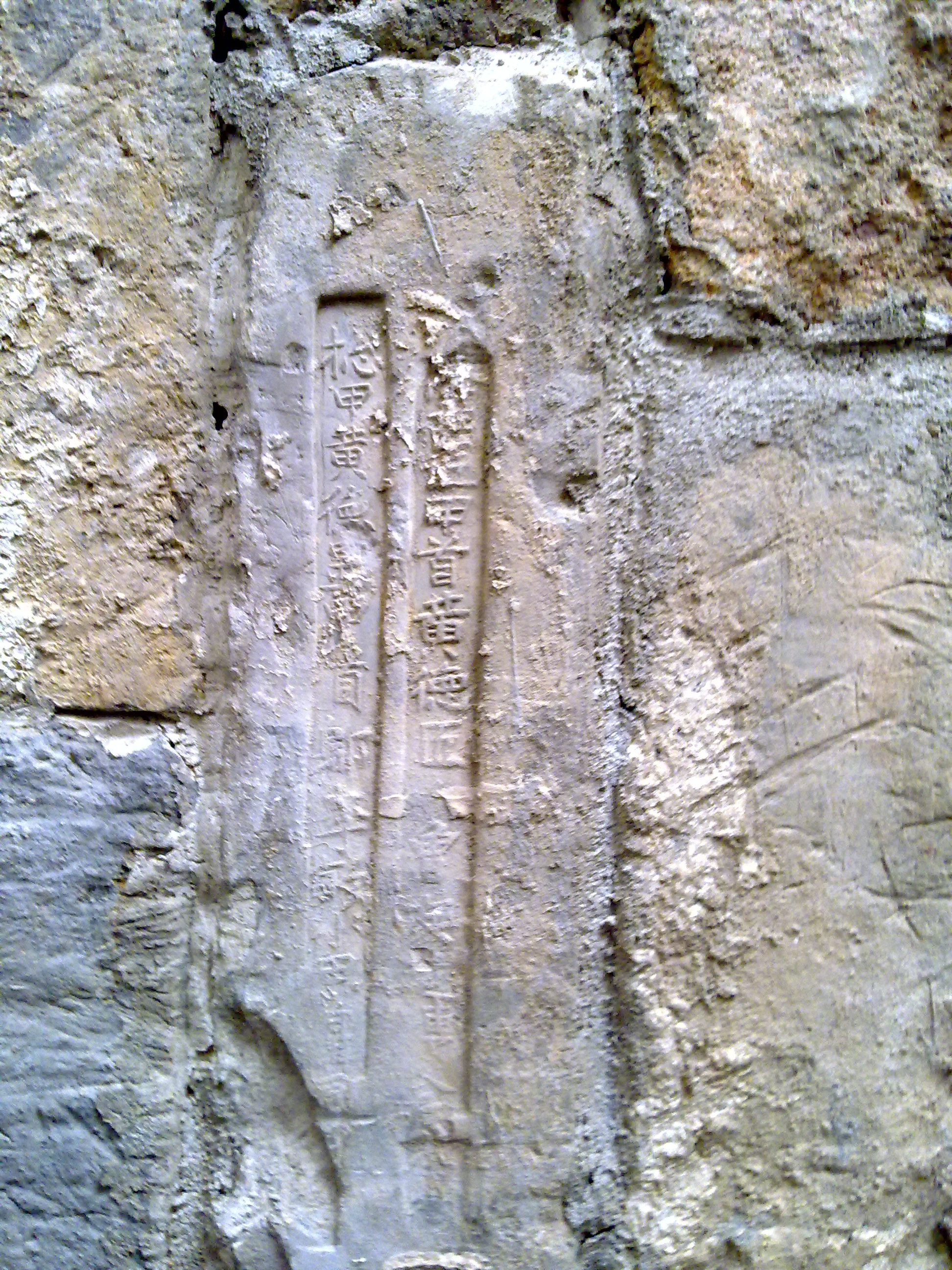
南京明故宫午门城砖上的造匠戳记

洪武八年（1375年）九月，朱元璋放弃营建中都的计划，集中力量修建京师应天城池与宫殿，下令“但求安固，不事华丽，凡雕饰奇巧，一切不用”。此次修建至洪武十年十月结束。
这次改建的内容包括：
- 在午门左右增筑两阙，并开设左掖门、右掖门；
- 将原处宫城斜偏的太庙与太社稷分别迁至午门阙前东西两侧；
- 将奉天门左右的左红门与右红门改名为东角门和西角门；
- 在奉天殿左右建中左门、中右门；
- 在谨身殿左右建后左门、后右门；
- 文华堂与武英堂改名为文华殿与武英殿。[7][注 4]。
- 原设于文华殿附近的大本堂被撤废，其藏书之所改名“文渊阁”[8]。
- 重建奉先殿；
- 应天内城正门命名为承天门，在承天门与午门之间增建端门。

此外，在洪武八年至十年的这次增建中，朱元璋还将洪武六年增筑的应天内城改名为“外禁垣”，并将原先修建的皇城与外禁垣一并统称为“皇城”，这一叫法一直持续到永乐初年营建北京宫殿。弘治年间修订的《大明会典》中将南北两京的宫城称作“内皇城”，外禁垣为“外皇城”。嘉靖年间，开始称北京宫城为“紫禁城”，但直至万历年间重新修订《大明会典》，才正式将宫城和外禁垣区分开来，宫城改名叫“紫禁城”，外禁垣称为“皇城”。
洪武八年改建后的皇城承天门、端门两门均为城门式建筑，但城台之上未建造城楼。皇城其他三门为北安门、东安门和西安门，规制亦相同。此外还在承天门之外修筑了一座“外禁门”，称为广敬门。为了加强宫城的防卫，还在宫城与外禁垣之间修筑了一道“小禁垣”，北、东、西三面各开“上门”——北上门、北上东门、北上西门、东上门、东上北门、东上南门、西上门、西上北门、西上南门。
洪武二十五年（1392年），朱元璋再次改建应天皇宫，工程内容包括：
- 在宫城奉天门前修建内金水桥，皇城承天门前修建外金水桥；
- 在承天门外增设宫墙，围成T字形广场；
- 承天门前广场东西修建长安左门与长安右门；
- 承天门前广场南端的“外禁门”广敬门改名为洪武门，原应天“京师城”正门洪武门改名为正阳门；
- 承天门与端门城台之上各修建五间城楼建筑；
- 承天门前广场修建左右千步廊；
- 承天门前广场东侧建吏、户、礼、兵、工五部衙门（南京刑部在皇城之北的太平门外），西侧建五军都督府。

明南京宫殿的规模至此完备。
明初南京皇宫的各宫门及宫殿门匾由詹孟举题写。

### 明朝沿革及荒废

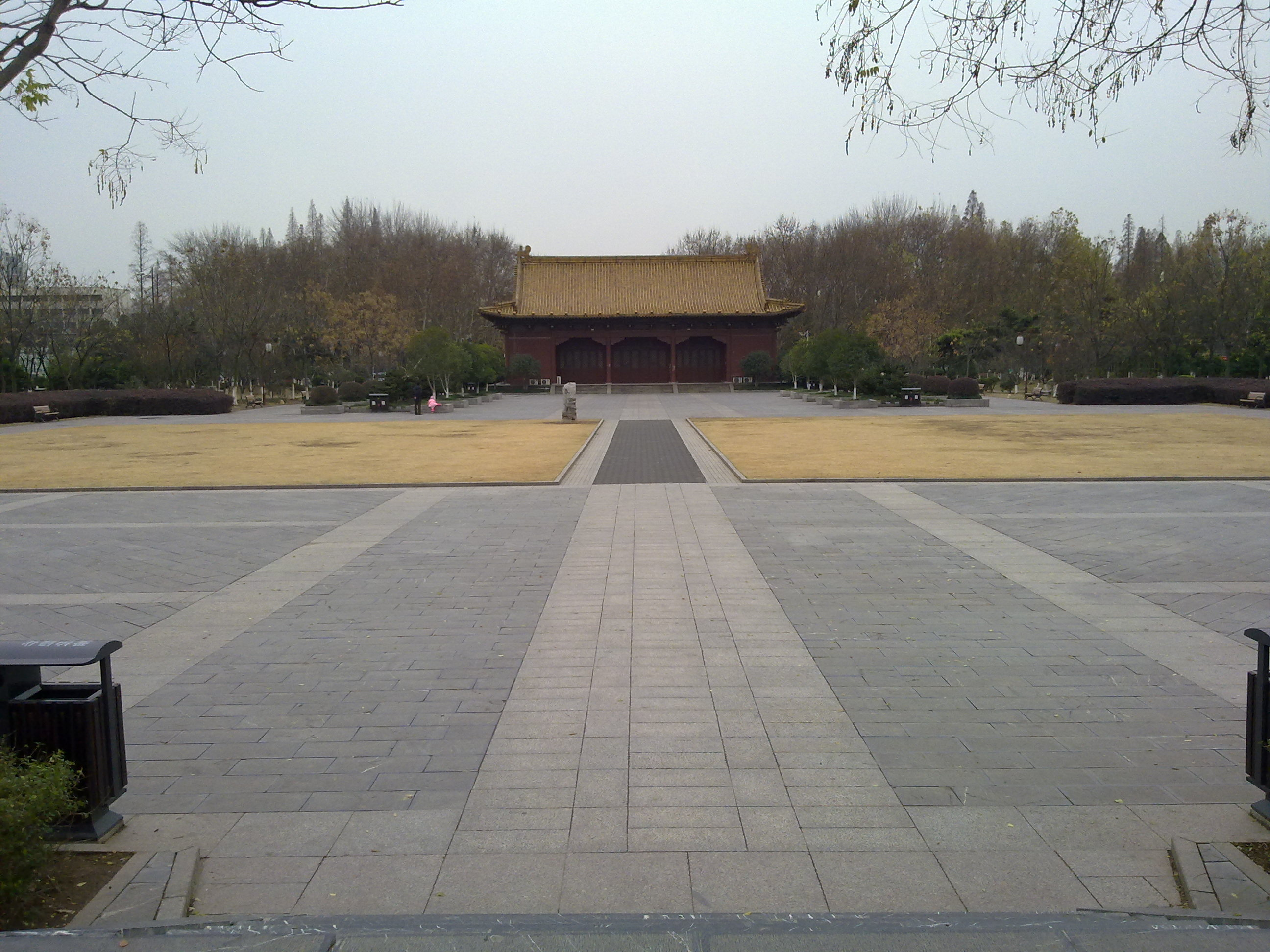
南京明故宫奉天殿遗址

朱元璋在建设应天宫殿的时候注意了风水的问题，以紫金山的富贵山为靠山。但是由于选址的局限，内廷部分是在被填平的燕雀湖上建造的。虽然在施工时采用了打入木桩、巨石铺底，以及用石灰三合土、碎砖、黄土打夯等方法加固地基，但日久之后仍然出现北部地基下沉的问题，宫殿地势前高后低，风水不吉。此外内宫在下雨时容易形成内涝，排水不易，比如正德年间后宫兴宁宫“前除积水几尺”。同时宫城位于南京城东偏，距离城外过近，尤其是紫金山居高临下，俯瞰宫城，因此在战时不易防卫。
建文二年（1400年）九月，京师皇城承天门失火，建文帝采纳翰林院文学博士方孝孺的建议，改谨身殿为正心殿，午门改名为端门，端门改名为应门，承天门改名为皋门，正阳门改名为辂门。建文四年（1402年）六月十三日，燕王朱棣率军攻破应天，建文帝在宫中举火，烧毁奉先殿，皇后马氏自焚死，建文帝本人及其太子朱文奎则不知所终。明朝马生龙所著《凤凰台记事》称“宫中阴沟直通土城之外，高丈二，阔八尺，足行一人一马，以备临祸潜出。”朱棣登基称帝後，下令在奉天殿之西重建奉先殿。
永乐元年二月辛未，朱棣下令修皇城萧墙。永乐三年六月丁亥，传旨拓展皇城西垣，将原西安门至杨吴城壕之间的地方纳入皇城内，并改筑皇城城墙、重建西安门。此后十余年间，朱棣虽仍居于应天皇宫中，但同时下令升北平为北京，并改为行在所，准备迁都。永乐十八年（1420年），北京宫殿建成，次年朱棣迁都北京，此后南京宫殿不再使用，但仍作为留都宫殿及设有南京六部，委派皇族和内臣管理。明宣宗时期，曾派人修葺南京宫殿。此后在英宗、景泰帝年间亦曾进行维修，例如正统十一年（1446年）十月“发民夫、工匠疏南京承天门金水河，修千步廊、午门外值宿板房”；景泰二年七月“命修南京皇城各门”等等。
明英宗正统十四年六月丙辰夜，南京皇宫谨身殿因雷击发生火灾，延烧至奉天殿和华盖殿，将前三殿及文渊阁全部焚毁。成化十六年下令“南京皇城内宫殿不许重修”，任其圮废。万历《大明会典》亦称“凡南京皇城宫殿倾圯，累朝以来止行护守，不许修饬”。但此后在成化、正德年间均仍有修复南京皇城的记录，例如成化二十二年十二月“命修南京玄武门城楼”。正德年间，南京兵部尚书乔宇入宫游历，此时南京皇城尚存有太庙、午门五凤楼、文华殿、太孙宫、东宫、兴庆宫、大善殿、九五飞龙殿、望江楼、内花园、西宫、武英殿、棕殿、大庖厨、八宝库、古今经籍库、东华门、西华门等建筑。嘉靖十四年四月壬寅，南京端门、奉天门倾圮，明世宗命钦天监择日兴工修复，遭都察院左都御史王廷相反对，礼部尚书夏言也称“南京皇城宫殿倾圯者多，累朝以来不许修饰。近日请臣往往奏欲葺理，此不知祖宗深意，非所以守成法而定民志也。”明世宗称“乃已之命，以后勿得整修。著为令。”此后百余年间，明廷放弃了对南京宫殿的修理。
由于长年荒废，因此南京皇宫的殿宇宫门几乎全部坍塌毁损，到万历初年，只有供奉列祖列宗神位的奉先殿，供奉太祖、成祖帝后御容的武英殿，为两殿准备享祀供膳的大庖厨，积贮钱粮的承运库，及事关观瞻的东华门、东安门等曾在万历三年重建。万历三年致仕的张瀚在其《松窗梦语》中记述南京宫殿荒芜之貌，称“……迨今唯覩城郭崔嵬，而宫阙荒芜，殿阁止存武英、奉先，犹旧物也。”天启初年，太仆寺少卿徐卿伯括南京废铜四十七万余斤输北京，二十九万八千余斤留铸钱，皆南京大内各宫的铜灶、铜沟等物。

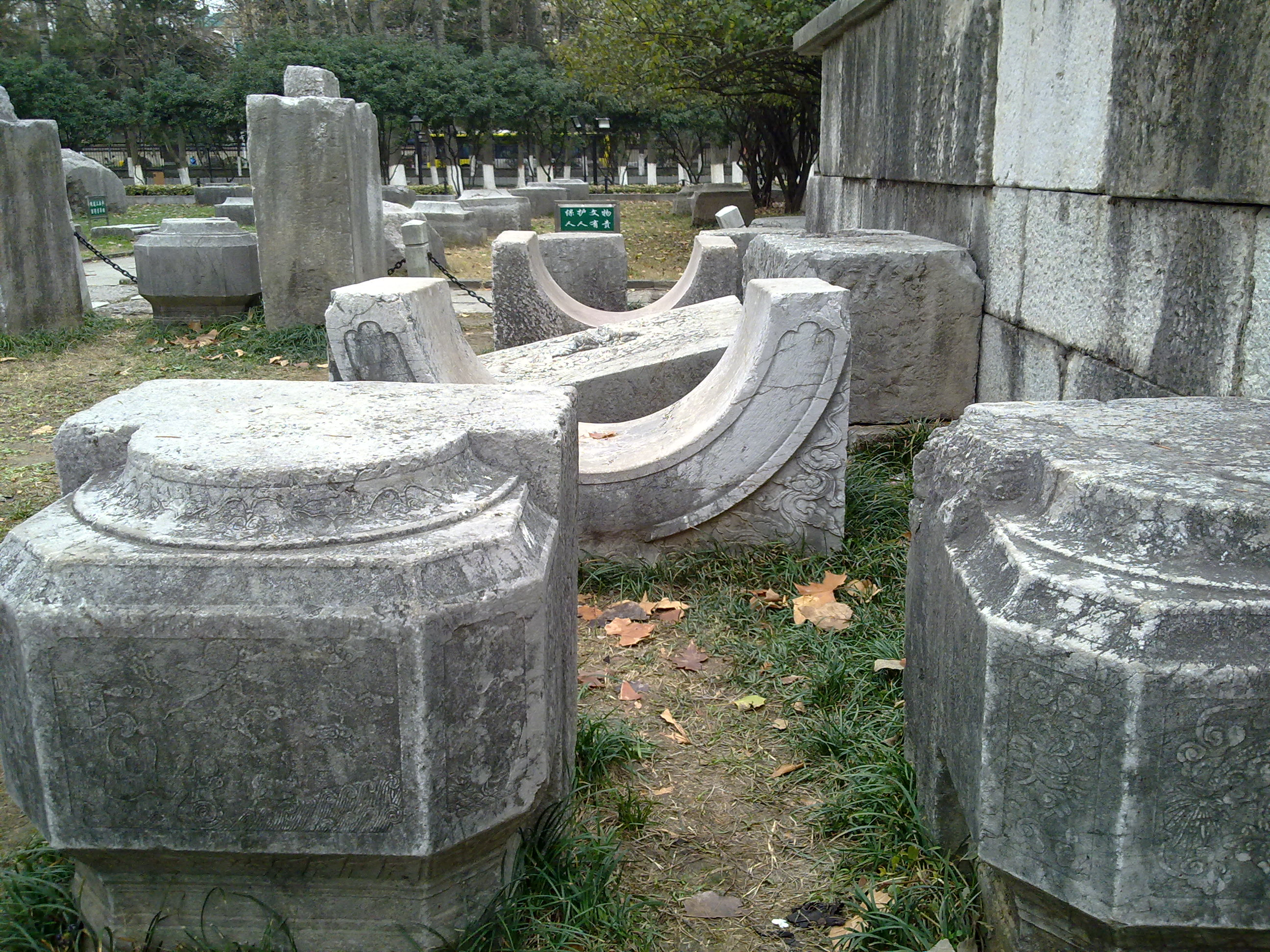
堆放在南京明故宫奉天门遗址处的殿宇柱础等石构件

### 南明修葺
崇祯十七年（1644年）五月初一戊子，由淮安向南逃难的福王朱由乘船自淮安抵达南京，自三山门（今南京水西门）登岸，祭拜孝陵后，从正阳门经东华门进入南京宫城，步行拜谒奉先殿，随后自西华门出宫，以南京内守备府为行宫。此时的南京明宫城内大多殿宇已因年久失修而坍毁无存，前三殿更是早在正统十四年便被烧毁。五月初三庚寅，朱由崧自大明门入内朝，行告天礼，随后在武英殿就监国之位。五月十五日壬寅，朱由崧在南京武英殿即位，宣布翌年改元弘光，建立南明政权。
朱由崧在位时期，以内宫监作为朝殿，并对南京宫殿进行了一些修复工作，比如为迎接嫡母邹氏（仁寿皇太后）而下令修建“西宫之园”（即慈禧殿），并整修或新建了午门、奉天门、奉先殿、兴宁宫等建筑：
- 崇祯十七年五月初一戊子，骑马自三山门环城而东，拜谒孝陵，随后经朝阳门入东华门，谒奉先殿，出西华门，以南京内守备府为行宫。
- 崇祯十七年五月初三庚寅，自大明门入大内，至武英殿行监国礼。
- 崇祯十七年五月初三庚寅，移武英殿所奉二祖二后御容于奉先殿中。
- 崇祯十七年五月十五壬寅，即皇帝位于武英殿
- 崇祯十七年六月戊寅，改内宫监为朝殿，命肃朝班。
- 崇祯十七年八月癸酉，命修西宫之西园第一所为皇太后宫。
- 崇祯十七年十一月戊子，西宫慈禧殿成。
- 崇祯十七年十二月甲申，御兴宁宫。
- 弘光元年正月甲午，修奉先殿及午门、左右掖门。
- 弘光元年四月丁卯，选淑女于元晖殿。

### 清初至民国荒废

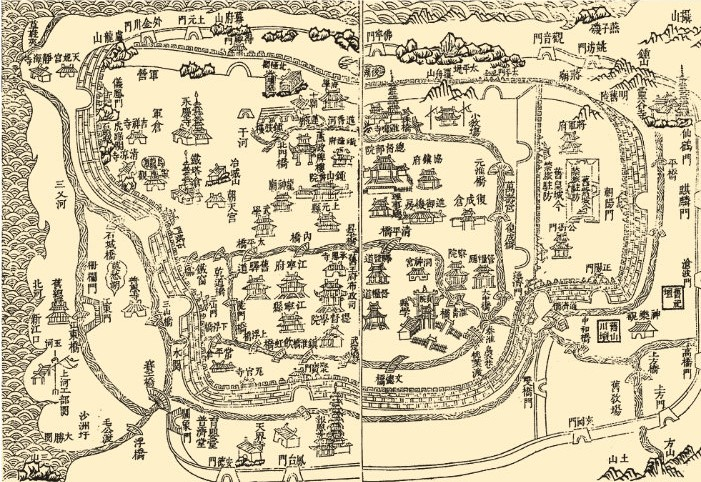
清代江宁府府城地图，江宁满城在图右侧

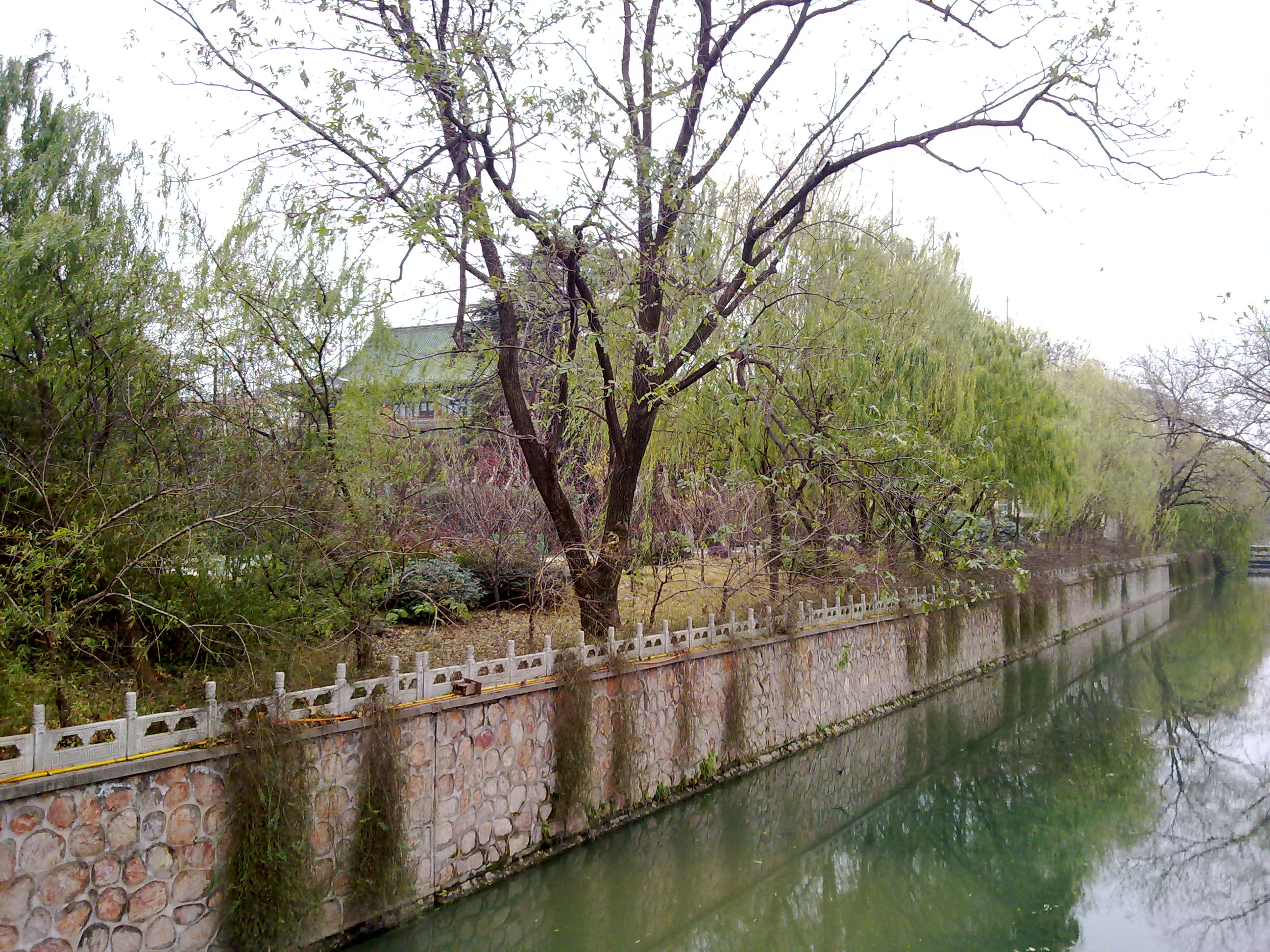
南京明故宫东侧护城河南端。远处为原中国国民党中央党史资料陈列馆，现为南京军区档案馆

明弘光元年（1645年）五月初九，清军由多铎率领渡过长江，翌日弘光帝出逃，五月十五日，南京守备官员开正阳门投降。五月十九日，宣布从通济门起至大中桥北河为界，此线以东通济、正阳、朝阳、太平、神策、金川等六门之内为清军兵营，居民被驱赶至城西城南居住。明皇城亦在此线以东。五月二十三日，多铎从正阳门入城，居于南京内守备府中。
清朝灭南明后，改南京为江宁，将明皇城改为八旗驻防城，是为江宁满城，设置将军及都统二衙门于明故宫中。此后明故宫内残存的宫殿被陆续拆毁，康熙年间，曾取明故宫石料雕件修建普陀山庙宇。由于明故宫已经成为废墟，康熙及乾隆二帝南巡驻跸江宁时，均以江宁织造署为行宫。太平天国攻陷南京后，没有使用靠近紫金山的明故宫作为宫殿选址，而是在城中另择新址营建新宫，此间曾从明故宫拆去大量石料和砖瓦。至太平天国灭亡时，明故宫的宫殿和宫墙已基本无存。 
國民政府时期，曾计划以明故宫地区为中央行政区，但由于财力和战争的原因，该计划没有全部实现。1929年修建的中山东路从明故宫遗址中穿过，将其划为南北两部。1930年代，在明故宫北半部遗址范围内修建了中国国民党中央监察委员会、中国国民党中央党史资料陈列馆、中央博物院（现南京博物院）和励志社总部（今钟山宾馆）等几处建筑，明故宫遗址南部成为一处小型机场。明故宫机场亦是中国首座军用机场。

### 明故宫大事年表
- 1366年（至正二十六年）八月庚戌，明太祖命刘基等人卜地，做新宫于中山之阳[18]
- 1367年（至正二十七年、吴元年）九月癸卯，新宫落成[18]
- 1368年（洪武元年）正月戊寅，明太祖自旧内迁居新宫[18]
- 1369年（洪武元年）九月癸卯，下令建中都宫阙，如京师之制[18]
- 1373年（洪武六年）辛未，命筑京师内城（皇城），周围二千五百七十一丈九尺[18]
- 1375年（洪武八年）四月丁巳，罢中都役作；九月辛酉，诏改建大内宫殿[18]
- 1377年（洪武十年）十月，改建大内宫殿成[18]
- 1380年（洪武十三年）六月丙寅，雷震奉天门[18]
- 1385年（洪武十八年）九月丙寅，置午门、端门、承天门、东上门、东中门、东安门、西上门、西中门、西安门、北上门、北中门、北安门门吏各四名[18]
- 1388年（洪武二十一年）五月辛丑，雷震玄武门、奉天门吻兽；六月癸卯，雷震洪武门吻兽[18]
- 1392年（洪武二十五年），建端门、承天门、东西长安门，建内外金水桥[18]
- 1395年（洪武二十八年）正月壬子，置皇城长安、东安、西安、北安四门仓，储粮给守御军士[18]
- 1398年（洪武三十一年）闰五月乙酉，明太祖崩于西宫[18]
- 1399年（建文元年），京师宫殿毁坏[19]
- 1400年（建文二年）八月癸巳，承天门灾；九月壬戌，方孝孺请改谨身殿为正心殿、午门为端门、承天门为皋门、正阳门为辂门，从之[19]
- 1402年（建文四年/洪武三十五年）六月乙丑，靖难师入京城，建文帝举火于奉先殿，不知所终；六月庚午命建文所改诸殿名、门名悉复旧名[19]
- 1403年（永乐元年）二月辛未，修皇城萧墙及卫士值庐[19]
- 1405年（永乐三年）六月丁亥，拓西安门外地，改筑西华门外皇墙，并重建西安门[19]
- 1406年（永乐四年）二月庚午，重建承天门[19]
- 1409年（永乐七年）十一月丁亥，置皇城四门仓及长安门供用库、东安门厨房[19]
- 1414年（永乐十二年）正月，明太宗御午门观灯[19]
- 1421年（永乐十九年）正月，迁都北京[19]
- 1425年（洪熙元年）四月癸卯，修南京皇城[20]
- 1426年（宣德元年）二月丙寅，修理南京宫殿[21]
- 1433年（宣德八年）十二月乙亥，修南京宫殿及门[21]
- 1438年（正统三年）正月戊戌，修南京东安门仓[22]
- 1442年（正统七年）正月庚午，南京西安门内失火，焚毁廊房及簿籍数以万计[22]
- 1443年（正统八年）七月辛未，雷震南京西角门吻兽[22]
- 1446年（正统十一年）十月丁巳，发民夫、工匠疏南京承天门金水河，修千步廊、午门外值宿板房[22]
- 1449年（正统十四年）六月丙辰夜，南京谨身殿因雷击发生火灾，延烧至奉天殿和华盖殿，将前三殿及文渊阁全部焚毁[22]
- 1451年（景泰二年）七月己酉，命修南京皇城各门[22]
- 1460年（天顺四年）四月庚戌，改造南京皇城外守卫值房百余间；七月丙申，因久雨造成坍塌，命修南京皇墙及内外城垣[22]
- 1463年（天顺七年）正月丁酉，南京西安门木厂火灾，延烧皇城城墙[22]
- 1466年（成化二年）三月己酉，以南京皇城守备卫兵多老弱之人，武器均为朽钝之物，承天门外东西墙下开为菜园、粪坑，命兵部大臣简卫兵、修戎器，皇城内有敢开垦、污秽者治重罪[23]
- 1467年（成化三年）四月庚子，修南京端门、承天门损坏梁柱；六月戊申，雷震南京午门城楼[23]
- 1469年（成化五年）闰二月庚辰，修南京承天门[23]
- 1485年（成化二十一年）四月，南京大风，拔太庙树，摧大祀殿及皇城各门吻兽[23]
- 1486年（成化二十二年）十二月戊戌，命修南京玄武门城楼[23]
- 1488年（弘治元年）五月丙子，雷震南京洪武门吻兽；南京宫城内花园火灾[24]
- 1490年（弘治三年）七月壬子，骤雨坏午门西城墙[24]
- 1494年（弘治七年）七月庚寅，南京大风，坏殿宇、城楼吻兽[24]
- 1506年（正德元年）三月丁未，雷震南京东安门皇城脊瓦，命守备太监傅容等修葺[25]
- 1517年（正德十二年）九月辛卯，因久雨坍塌，诏修南京太庙、孝陵明楼[25]
- 1522年（嘉靖元年）七月己巳，南京暴风雨，郊社、陵寝、宫殿、城垣吻脊、栏楯皆坏，翌年命南京工部会同内外守备官修理[26]
- 1525年（嘉靖四年）七月乙卯，雷震南京长安左门吻兽[26]
- 1531年（嘉靖十年）八月壬午，雷震南京午门[26]
- 1534年（嘉靖十三年）六月二十二日，南京太庙失火，烧毁前后殿、东西庑、神厨库。此后南京太庙未被修复，而是建起围垣，将其封闭起来，南京太庙的香火归并到南京奉先殿祭祀[26]
- 1535年（嘉靖十四年）四月壬寅，南京端门、奉天门倾圮，命钦天监择日兴工，以后勿得整修[26]
- 1536年（嘉靖十五年）六月壬申，雷震南京西上门吻兽[26]
- 1553年（嘉靖三十二年）十月癸未，南京修理皇城兴工[26]
- 1578年（万历六年），雷震南京承天门左檐；十二月己亥，南京奉先、武英二殿及承天门工竣，赏礼部尚书陶承学等银二十两、紵丝二表里，兵科给事中王良心、御史林应训各升俸一级[27]
- 1588年（万历十六年），雷震南京西安门[27]
- 1612年（万历四十年），在南京皇宫前宗人府后立《疏通沟渠碑》，记述疏通皇宫沟渠以解皇城外水患之事[27]
- 1623年（天启三年），南京大内左傍宫火灾[28]
- 1626年（天启六年）十月辛酉，南京西华门内土中埋存的旧木材起火自燃，水浇三日始灭[28]
- 1634年（崇祯七年），南京大风，吹落皇城门匾[28]
- 1641年（崇祯十四年），南京大内因窃贼盗铜，为灭迹而放火焚毁西宫[29]
- 1644年（崇祯十七年），弘光帝在武英殿即位
- 1645年（弘光元年），命修奉先殿、午门、慈禧宫等宫门殿宇。是年清兵陷南京，明亡
- 1649年（顺治六年），以明皇城为八旗驻防城，即江宁满城

## 形制

### 城门与城墙

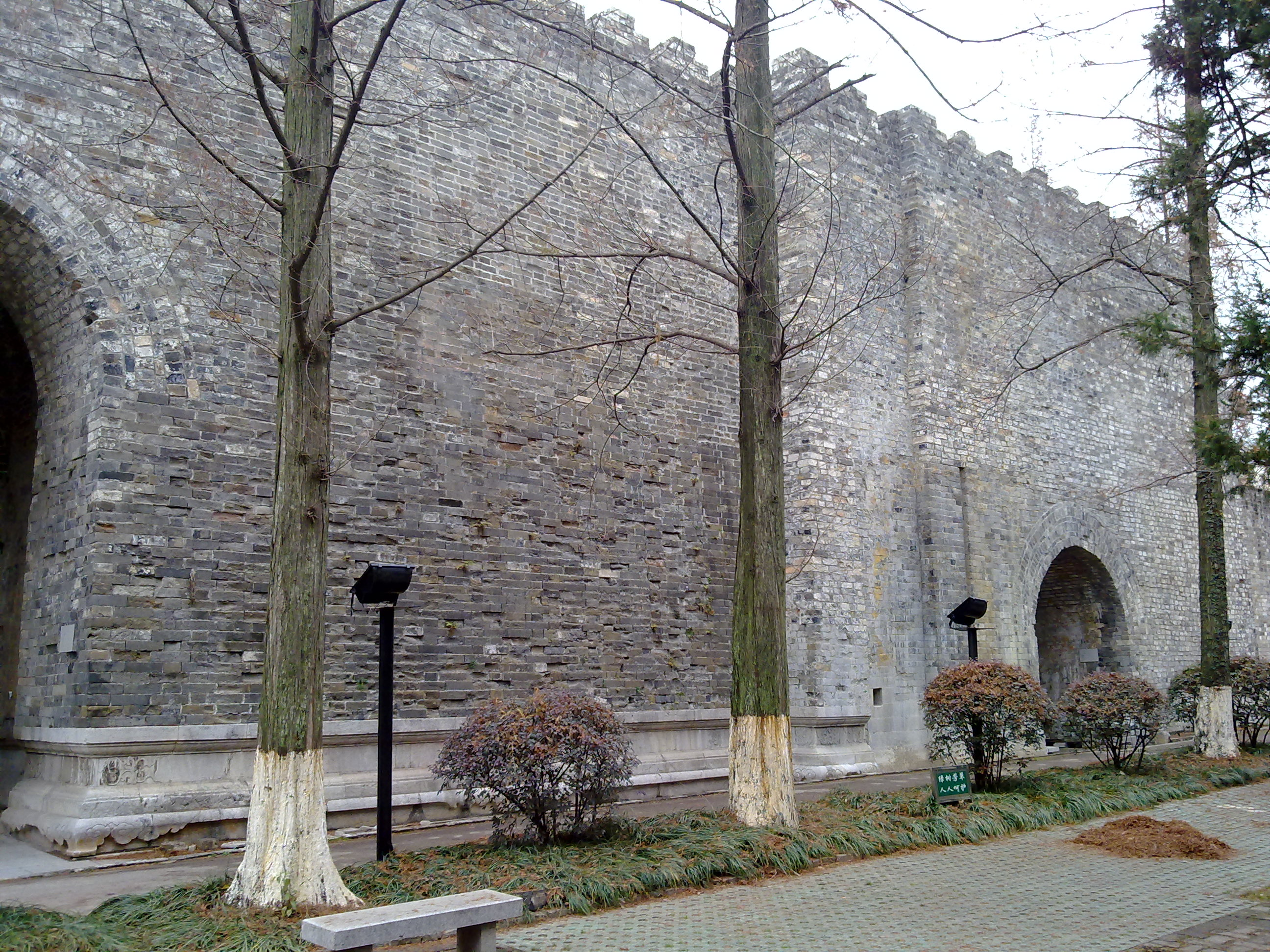
南京明故宫午门，东侧为民国时期被拆除的左阙遗迹，下方门券为左掖门

#### 宫城

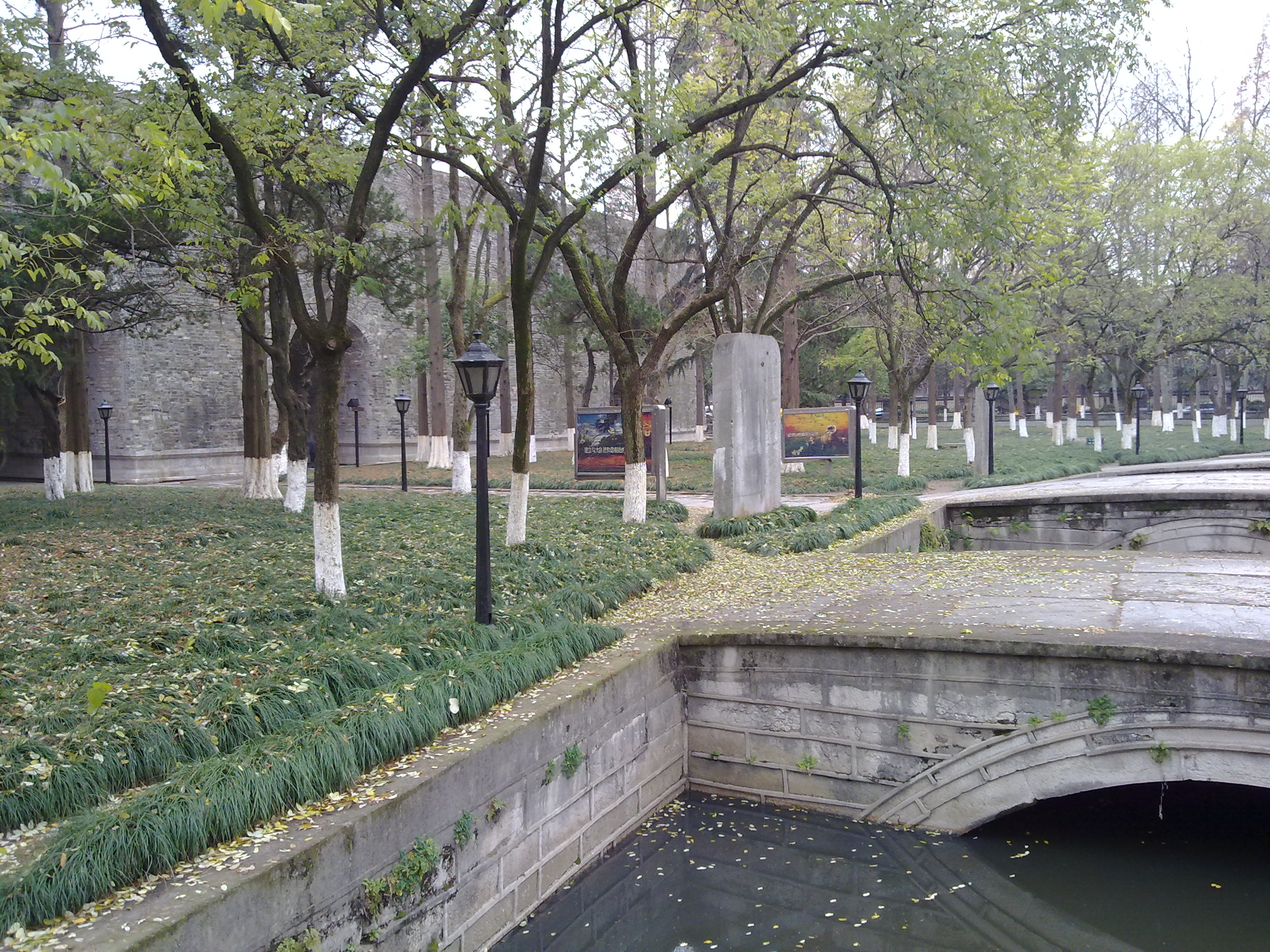
午门内侧的内金水桥遗迹

- 午门，通称“午朝门”，是宫城的正门，上有城楼九间，左右有两观，上有阙楼。南京明故宫午门现存城台一座，城门五孔。左右两阙在1924年因修建明故宫机场而被拆除
- 东华门，现存城台一座，位于南京中山东路南侧，南京航空航天大学附近
- 西华门，现已无存，2001年发掘出门道遗址
- 玄武门，别名厚载门，俗称“后宰门”，现已无存，未进行考古发掘

#### 小禁垣
所有城門皆無存
- 北上门，在玄武门外
- 北上东门，在玄武门外东侧
- 北上西门，在玄武门外西侧
- 东上门，在东华门外
- 东上北门，在东华门外北侧
- 东上南门，在东华门外南侧
- 西上门，在西华门外
- 西上北门，在西华门外北侧
- 西上南门，在西华门外南侧

#### 皇城（外禁垣）
除西安門外皆無存

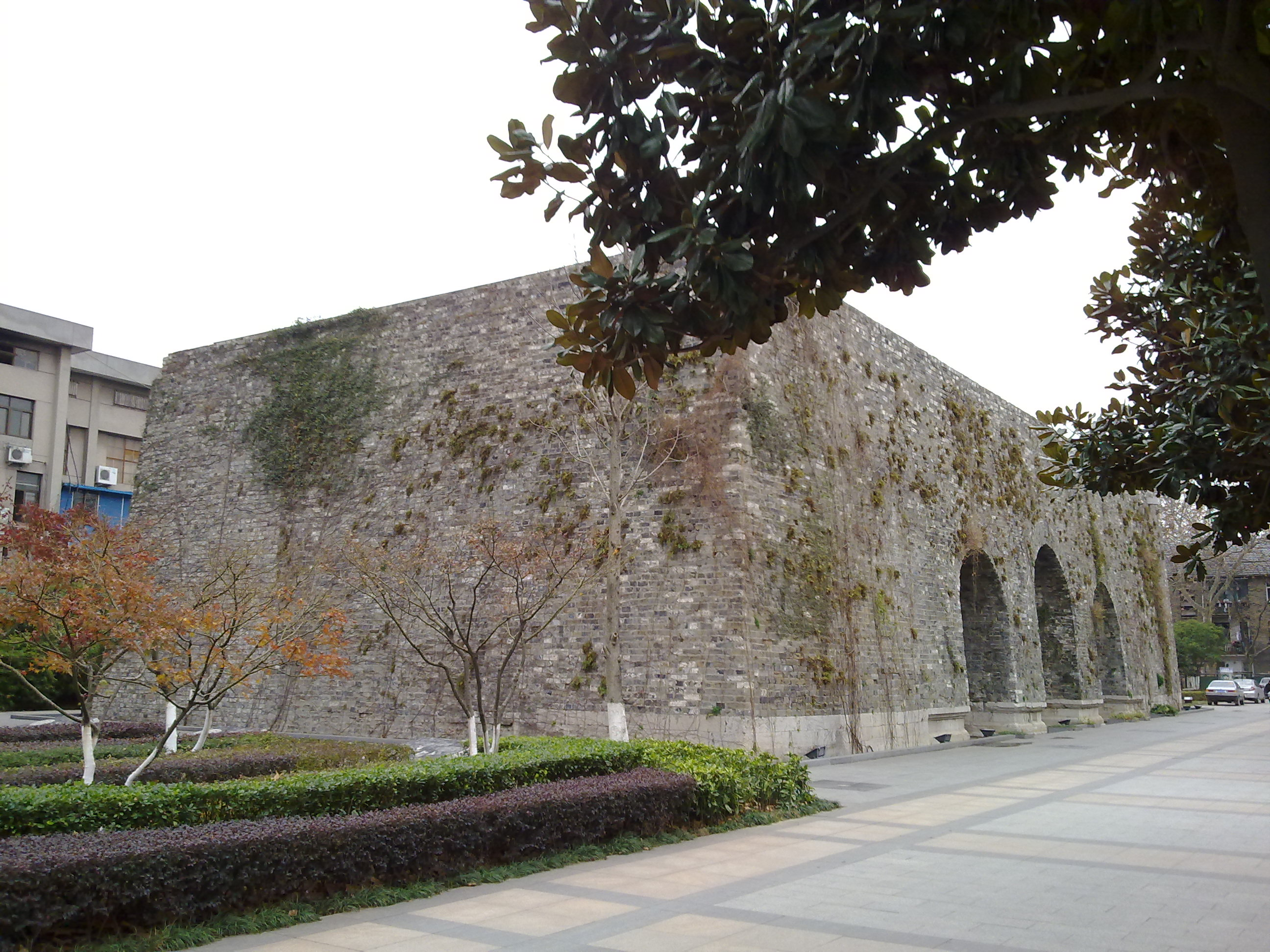
南京明故宫东华门遗址

- 洪武门，原名广敬门，皇城正门，洪武二十五年至二十八年之间改名
- 承天门，上建门楼五间。门前有河，上有外五龙桥
- 端门，在承天门之内，规制同承天门，上建门楼五间
- 长安左门，在承天门之左
- 长安右门，在承天门之右
- 东安门，皇城东门
- 西安门，皇城西门，門外有河，河上有橋，稱玄津橋。
- 北安门，皇城北门

### 宫殿

#### 前三殿
- 奉天门，正殿前门。左为左红门（后更名东角门），右为右红门（后更名为西角门）。门外两庑有左翼门、右翼门，南为内五龙桥。
- 奉天殿，坐落于三台之上，面阔九间，进深五间。重檐庑殿顶。殿左为中左门，殿右为中右门。殿前为广庭，东为文楼，西为武楼。
- 华盖殿，坐落于三台之上，奉天殿之后，面阔五间，进深五间。攒尖顶。
- 谨身殿，坐落于三台之上，华盖殿之后，面阔七间，进深五间。重檐歇山顶。殿左为后左门，殿右为后右门。

#### 后宫
- 清门，后宫正门，原名“皇宫门”，洪武十年改名。
- 清宫，皇帝寝宫，面阔九间，进深五间，重檐庑殿顶。
- 省躬殿，退朝燕处之殿，面阔五间，进深五间。该位置原为坤宁宫正门坤宁门[注 21]
- 坤宁宫，皇后寝宫，面阔九间，进深五间，重檐庑殿顶
- 坤宁门，后宫北门[注 22]

#### 东西宫
明初在宫城东路建有八宝库、古今经籍库、文华殿、奉先殿、春和宫（东宫）、太孙宫。文华殿规制甚小，奉先殿规制则仿照太庙寝宫，设灵床、悬灯、木椅等。东宫、太孙宫各有宝座、龙床，床皆五彩雕镂，宫前多植梅树。宫城西路有兴庆宫，内藏衣物、扇子千余箱。又有大善殿，在小城之上，城下为宫城内河石梁。大善殿设六门，为明太祖览读之所，殿后有石假山，下假山为望江楼，楼后为九五飞龙殿，面阔九间，殿基座有天宫壁，内藏佛龛。九五飞龙殿后为内花园，园内有梅竹松柏及各色花卉，中央有亭，四面各有五色琉璃石台一座。内花园旁为西宫，为明太祖燕居之所，并驾崩于此。西宫前殿面阔五间，设宝座龙床，后殿亦面阔五间，中为沉香木宝座，两旁内间有龙床，各含小床，可以周回。西宫左右厢房十四间，宫后为御用厨，炉灶以铜砖砌成。西宫左右又有十二院，每院宫殿三间，左右厢房八间，厨房三间。出西宫为鬃殿，鸱吻檐脊皆鬃所成，四周为格，凡四十壁。南为武英殿，旁为大庖，为祭祀时准备祭品之所。

### 太庙、太社稷
太庙在承天门内之东，庙前有石桥，门内有东西井亭。太庙丹陛三重，殿宇九间，中设灵位，面南一位，面东三位，面西三位。殿后为寝宫，各有灵床，床左右悬悬灯，床前素壁，壁前各设方木椅，椅上籍黄褥，褥上各设裳衣，椅麓设履。

## 现状
明故宫现存午门、东华门、西安门门阙，以及金水河、玉带河、内外金水桥（五龙桥）、柱础、碑刻等建筑遗蹟。午门两阙已于民国大陸时期拆除，城台上的木殿宇结构已毁，仅存柱础。明故宫中路前三殿的位置被开辟为明故宫遗址公园，午门、金水桥、奉天门遗址周围地区被开辟为午朝门公园。原明故宫的其他区域现为南京航空航天大学、南京军区档案馆、中国第二历史档案馆等单位管理。

## 图集

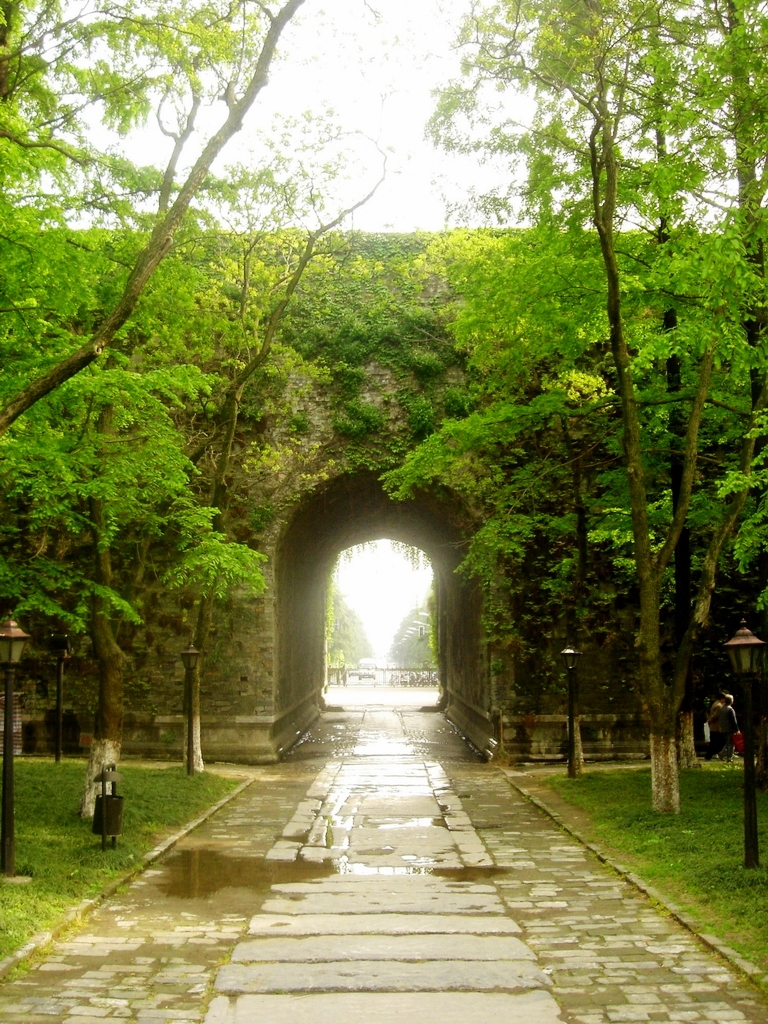
明故宫午门遗址
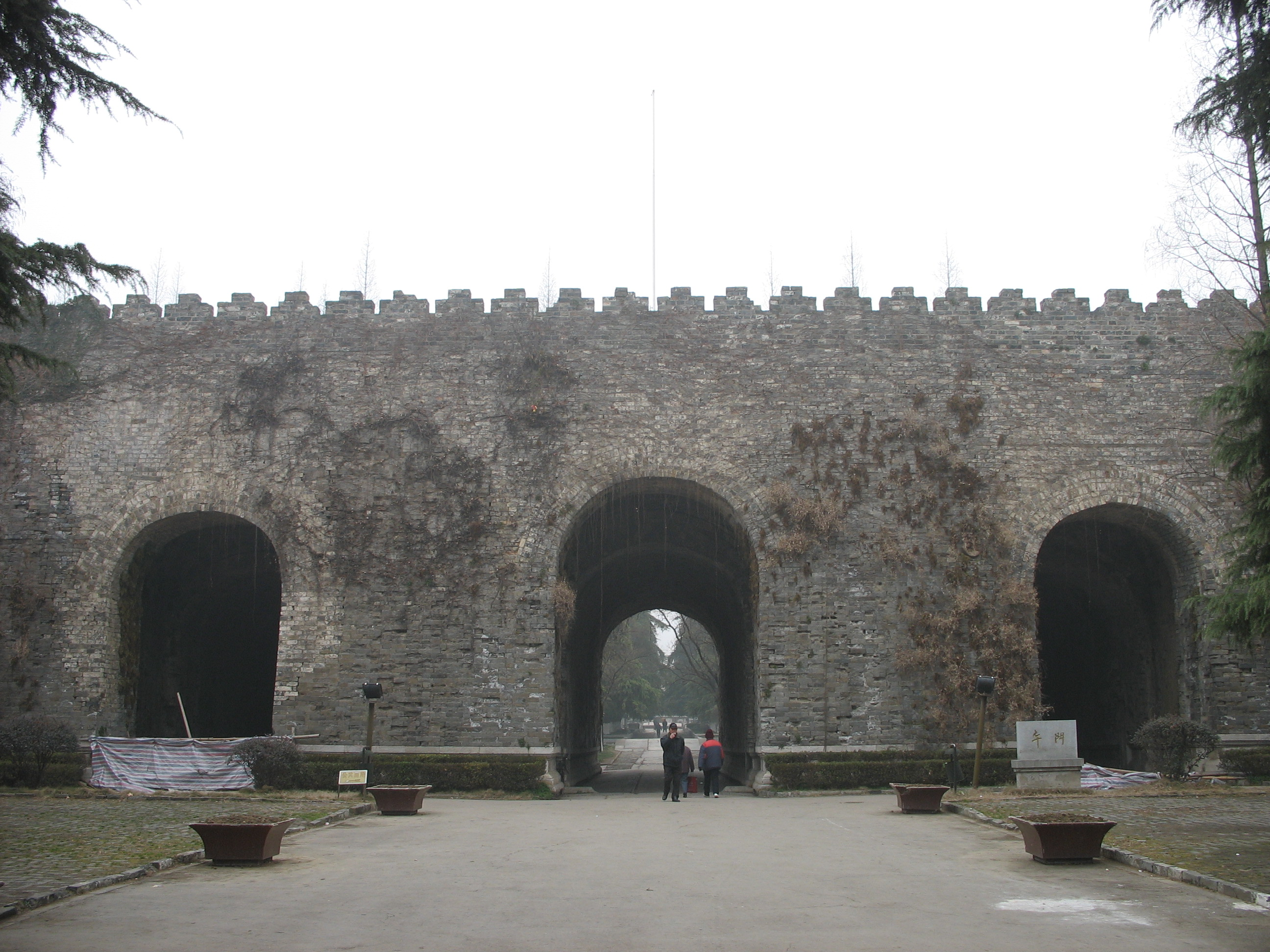
午门正面
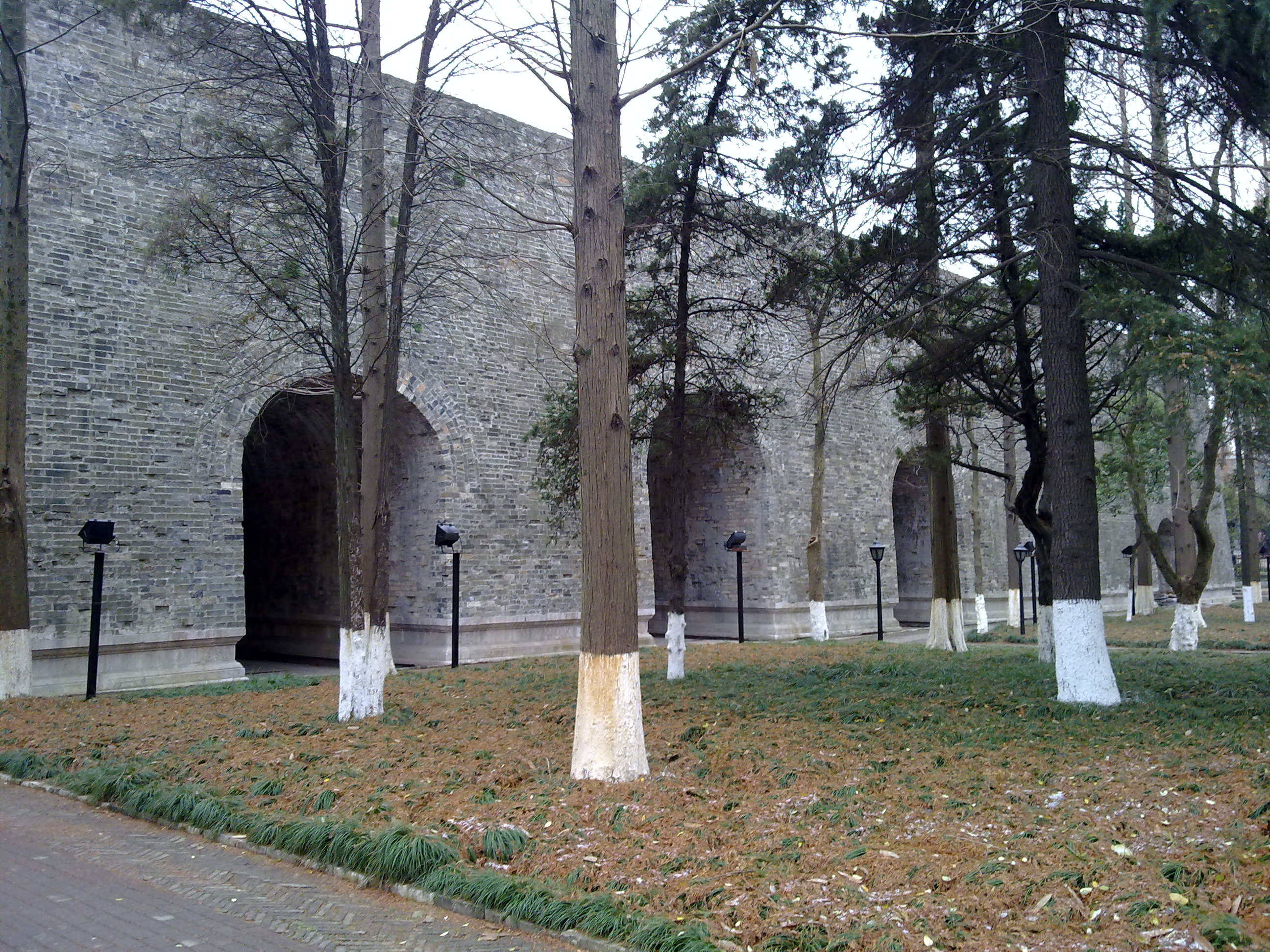
午门全景
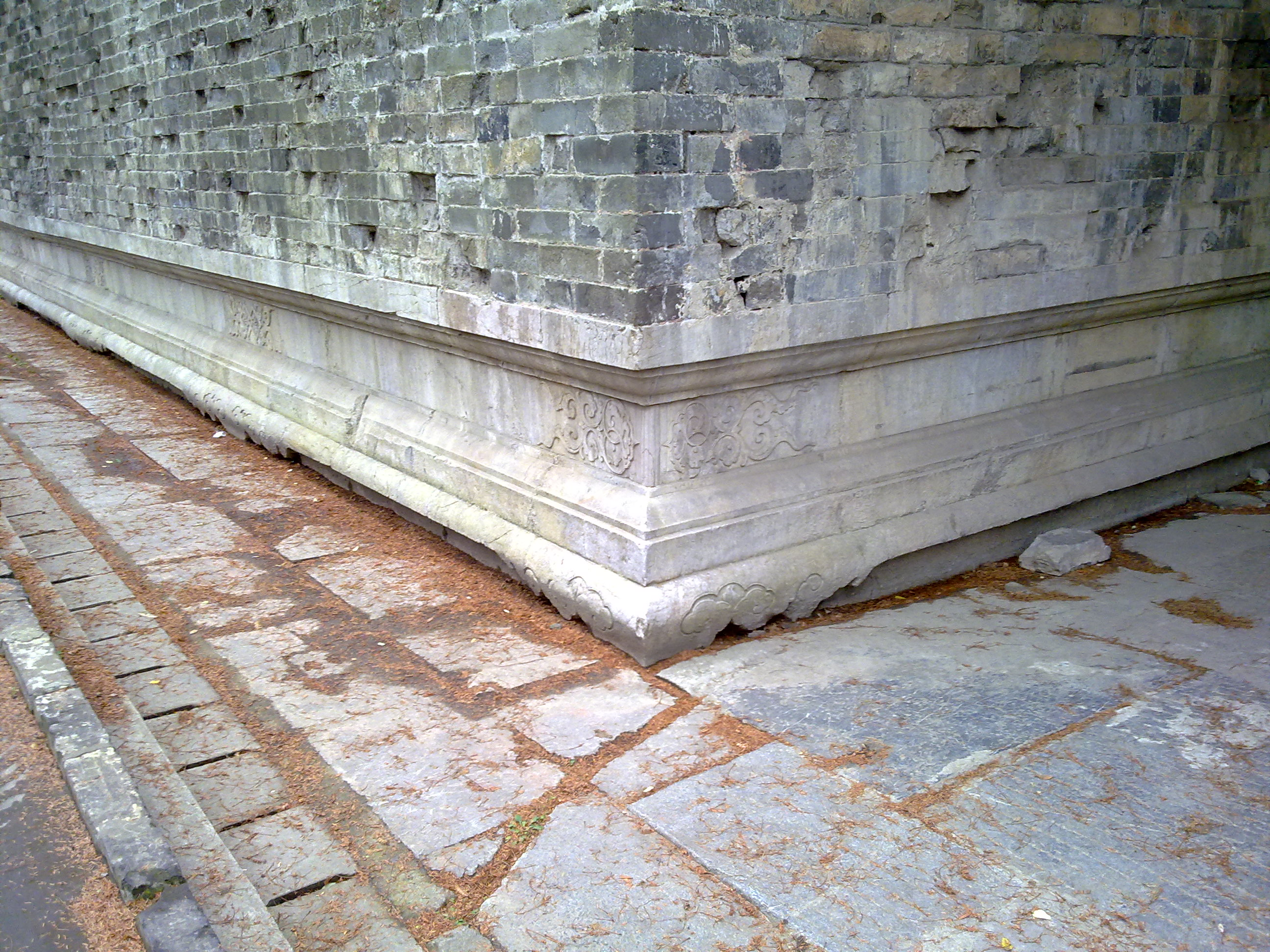
午门白石须弥座上的雕花图案
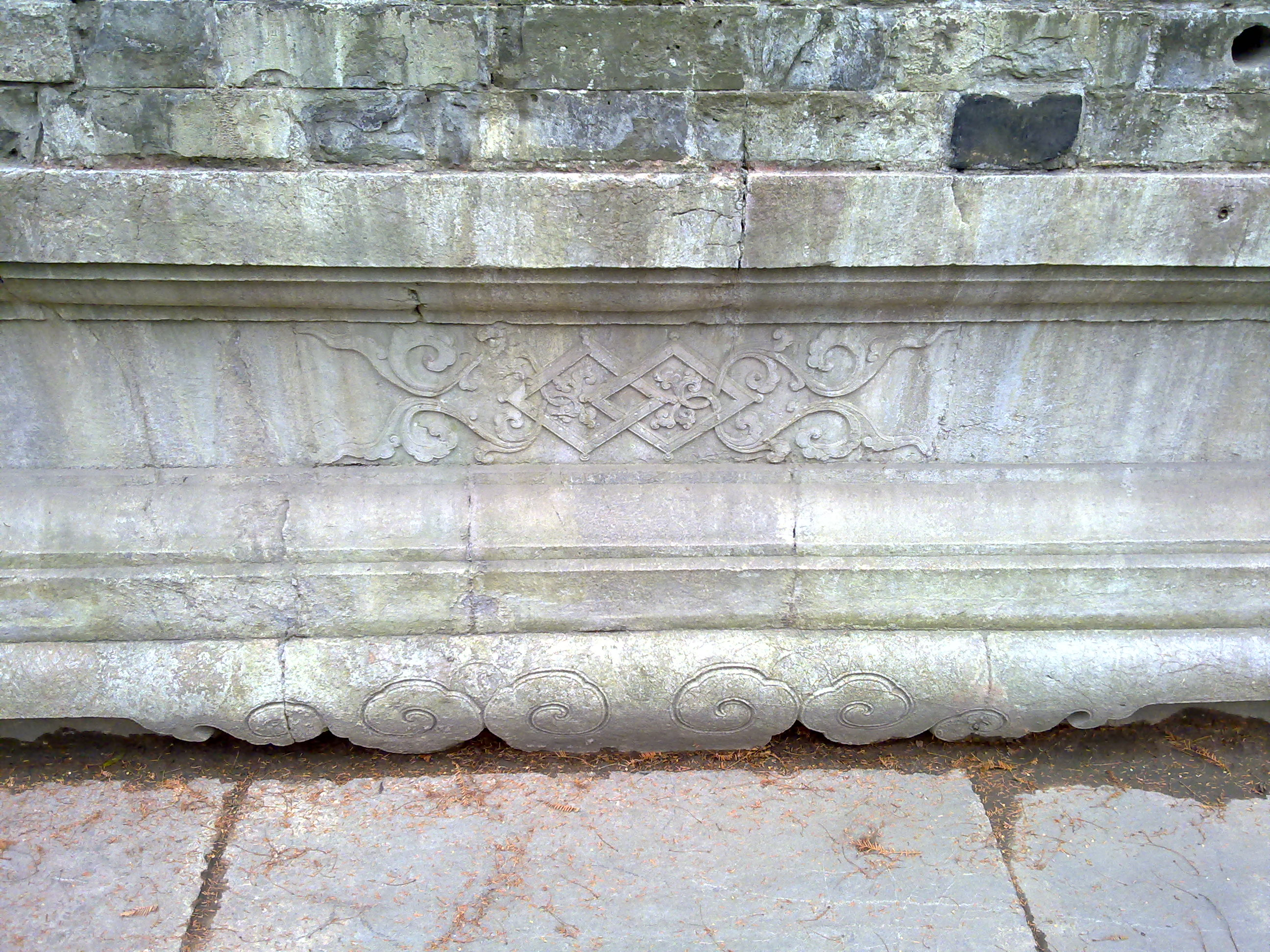
午门白石须弥座上的方胜纹图案
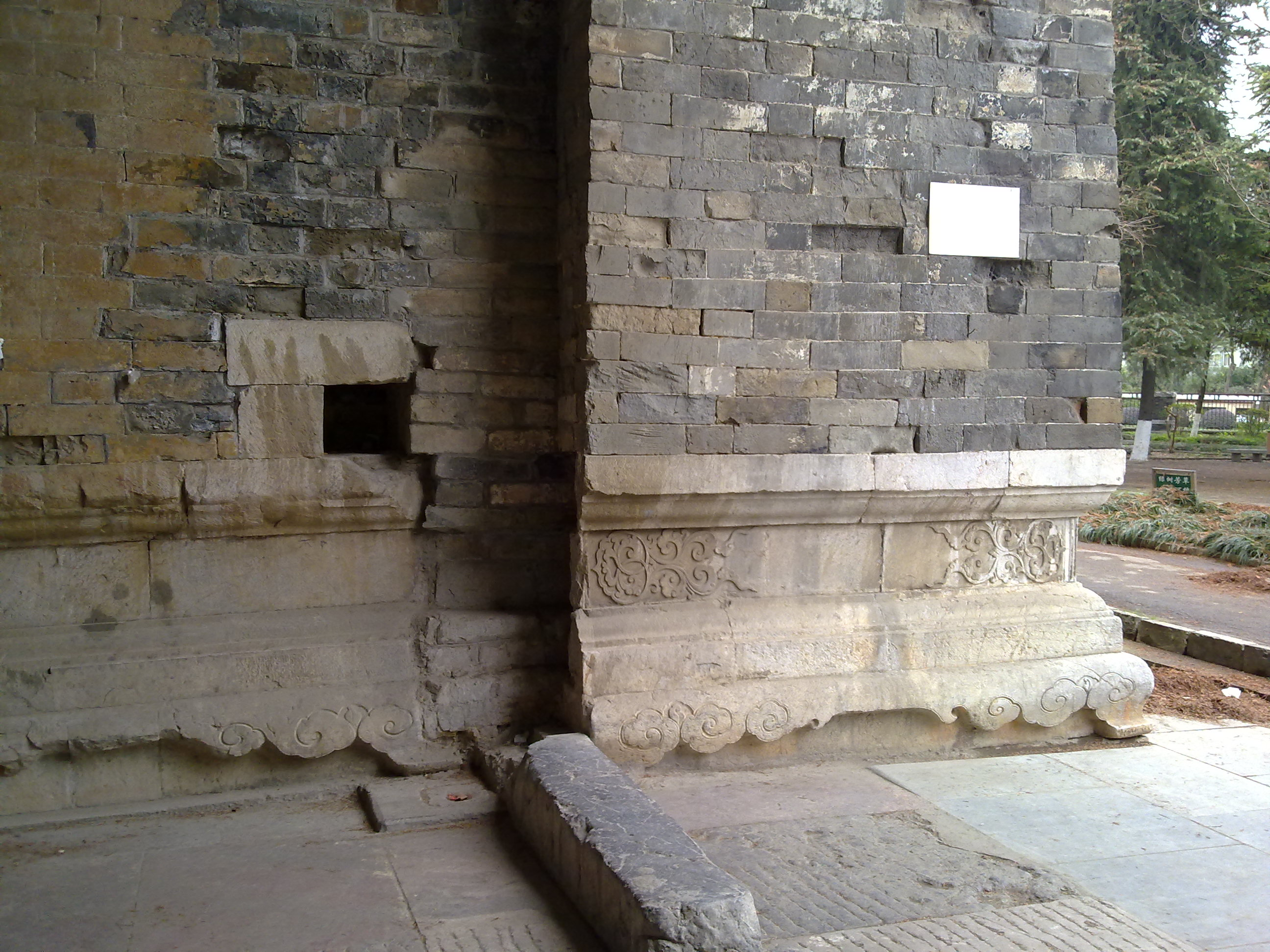
午门门券内的门闩石洞
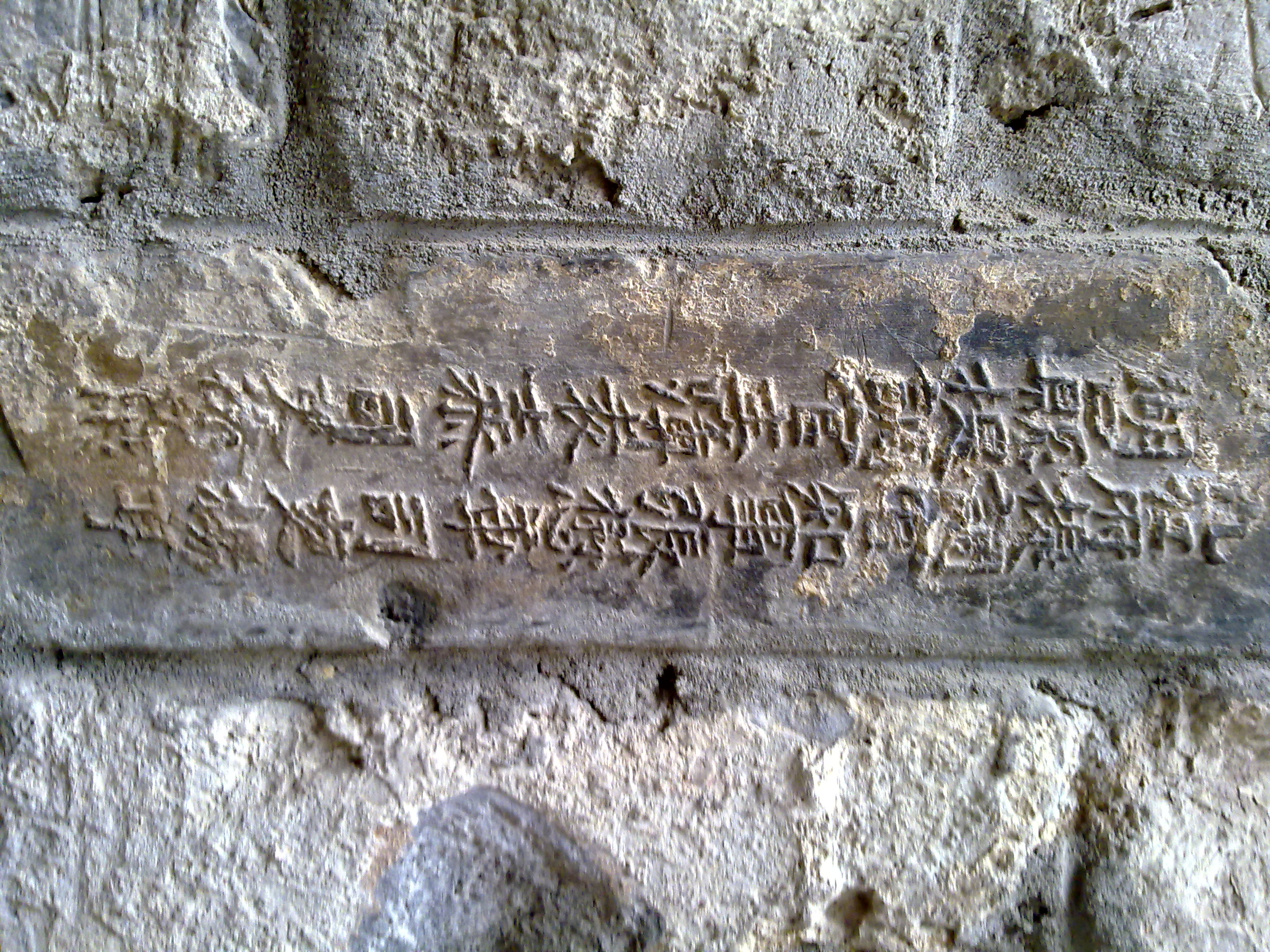
午门门券内城砖上的造匠戳记
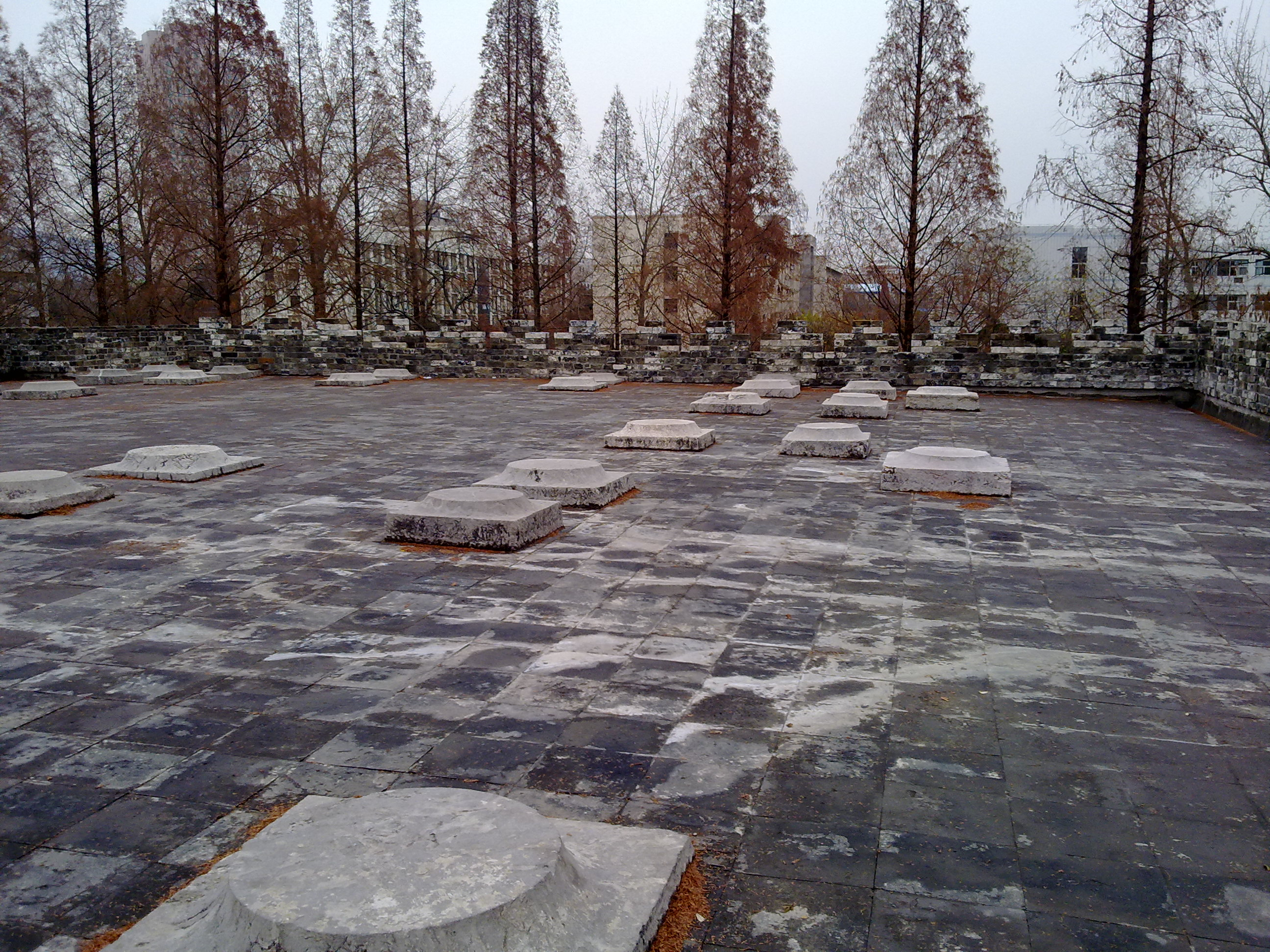
午门城台上的柱础
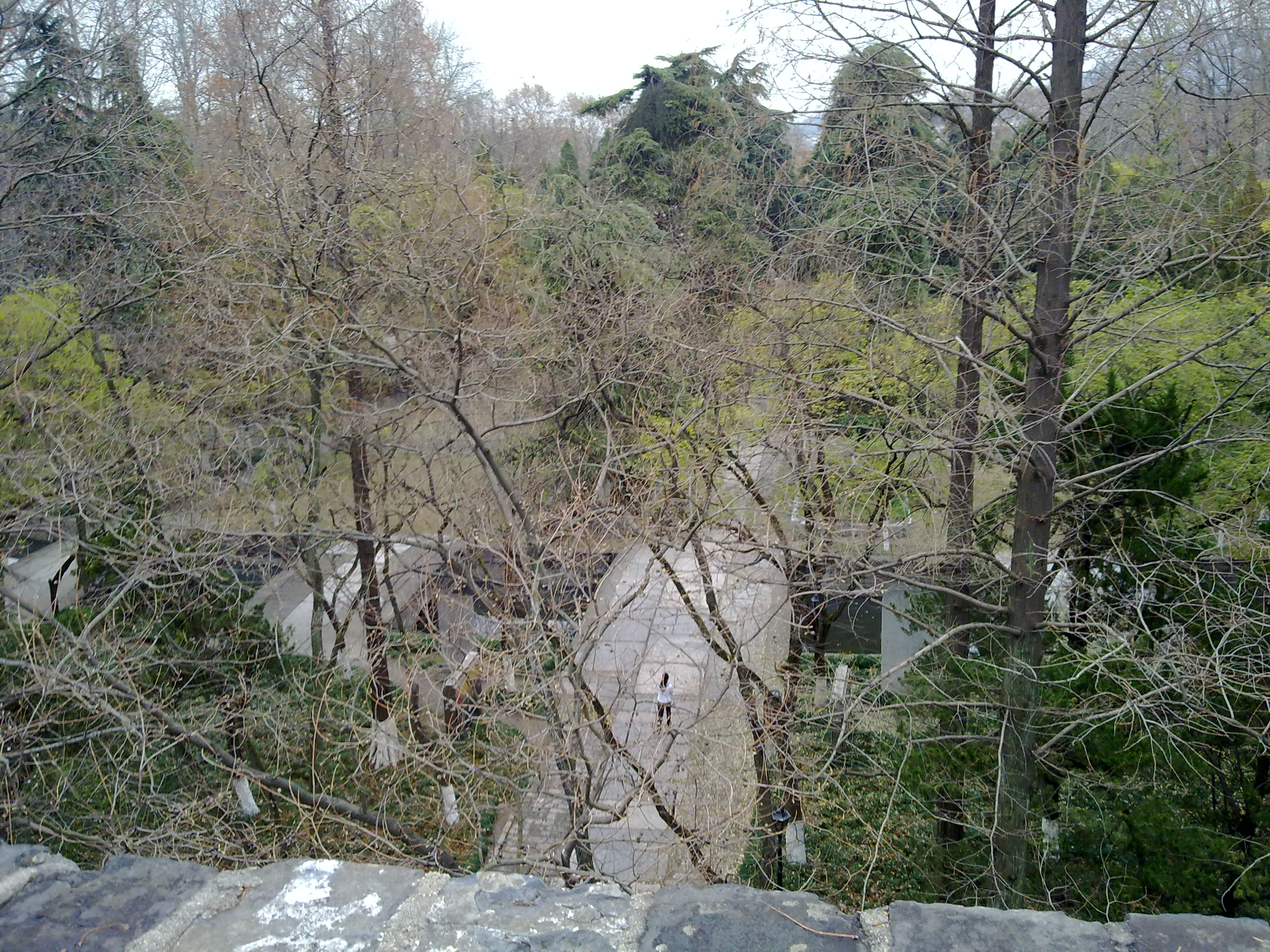
自午门城台上俯瞰金水河和内金水桥
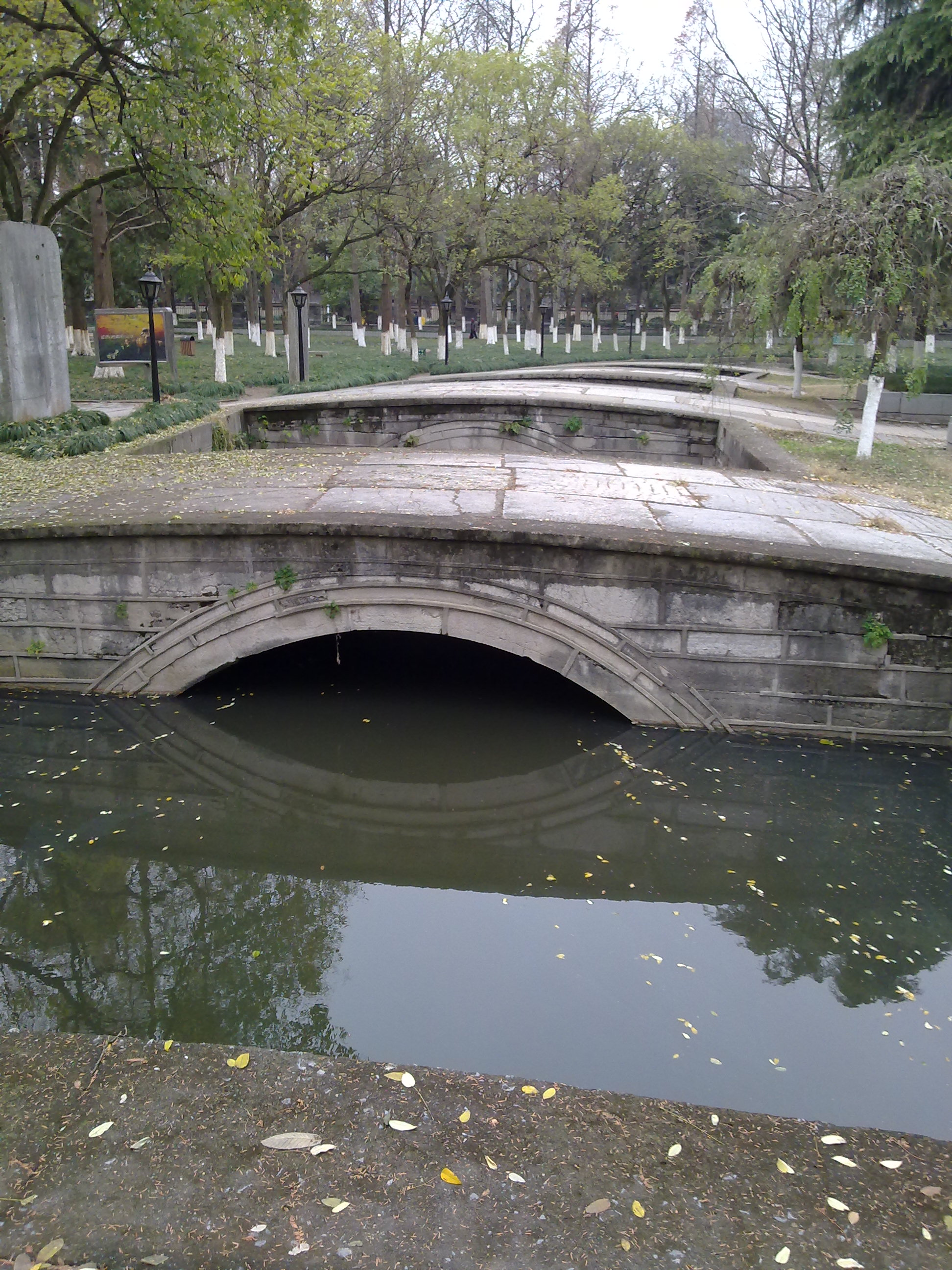
午门内金水桥
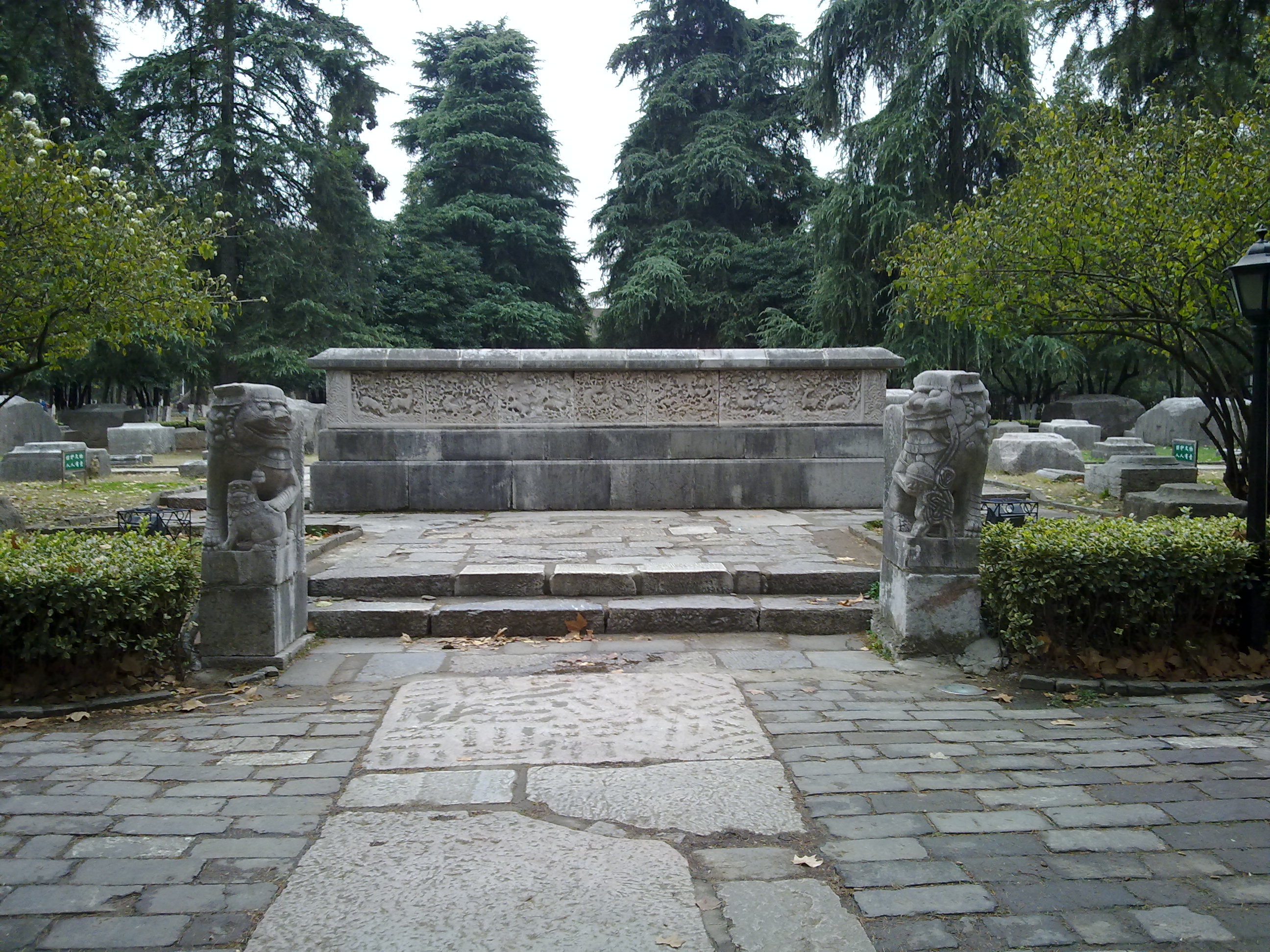
奉天门遗址处的雕花石屏
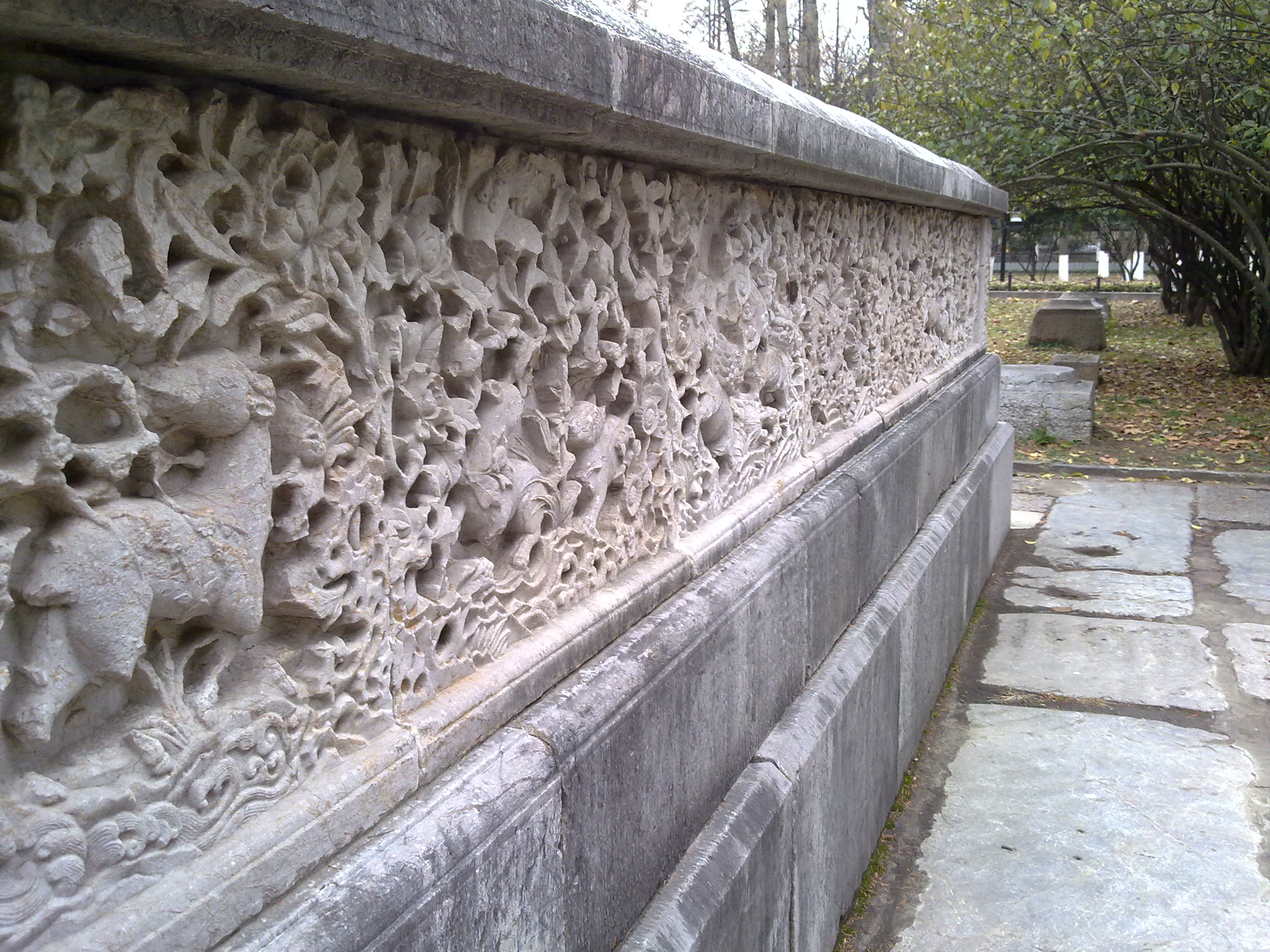
奉天门遗址雕花石屏细部
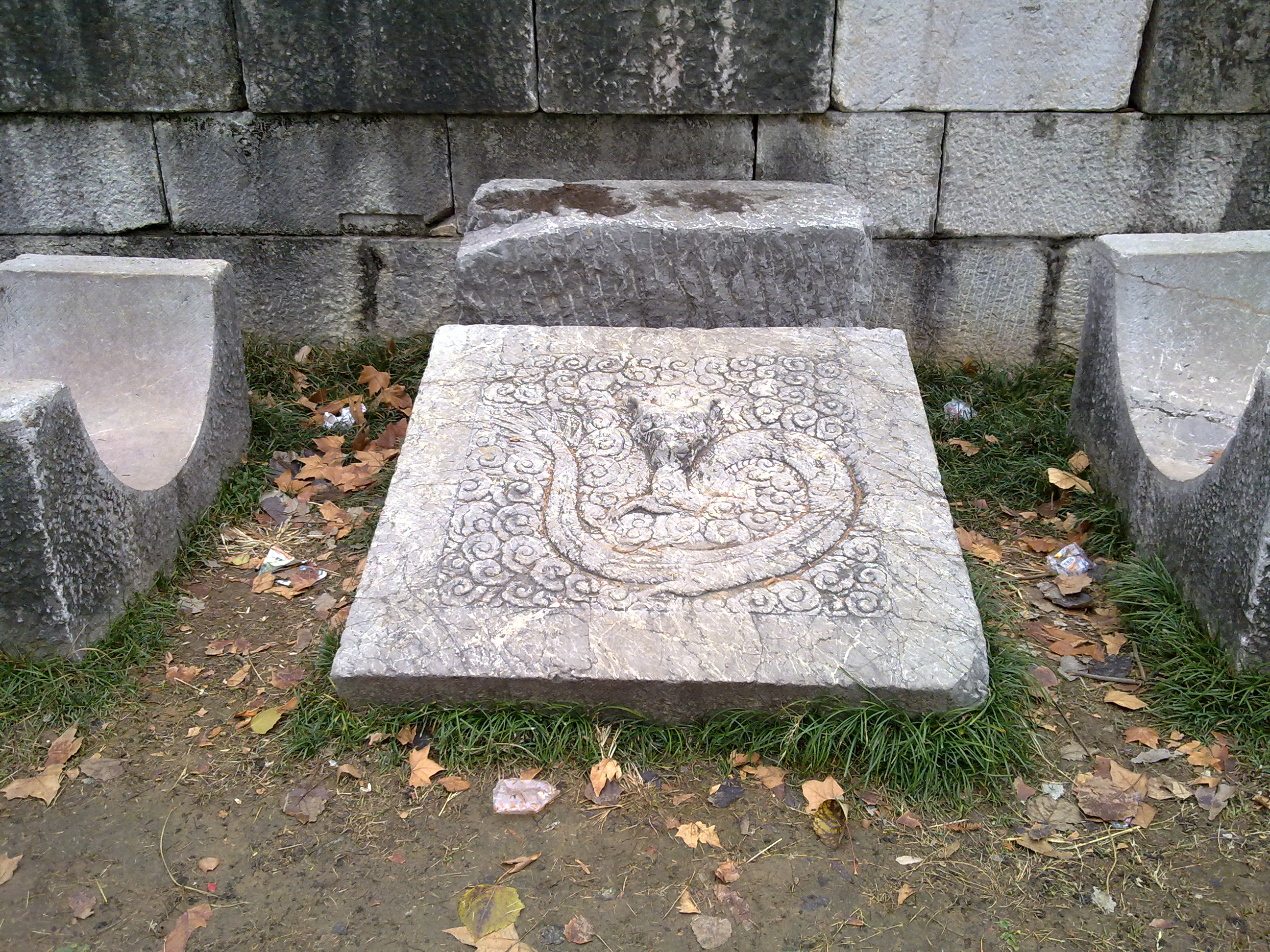
奉天门遗址处的蟠龙石雕
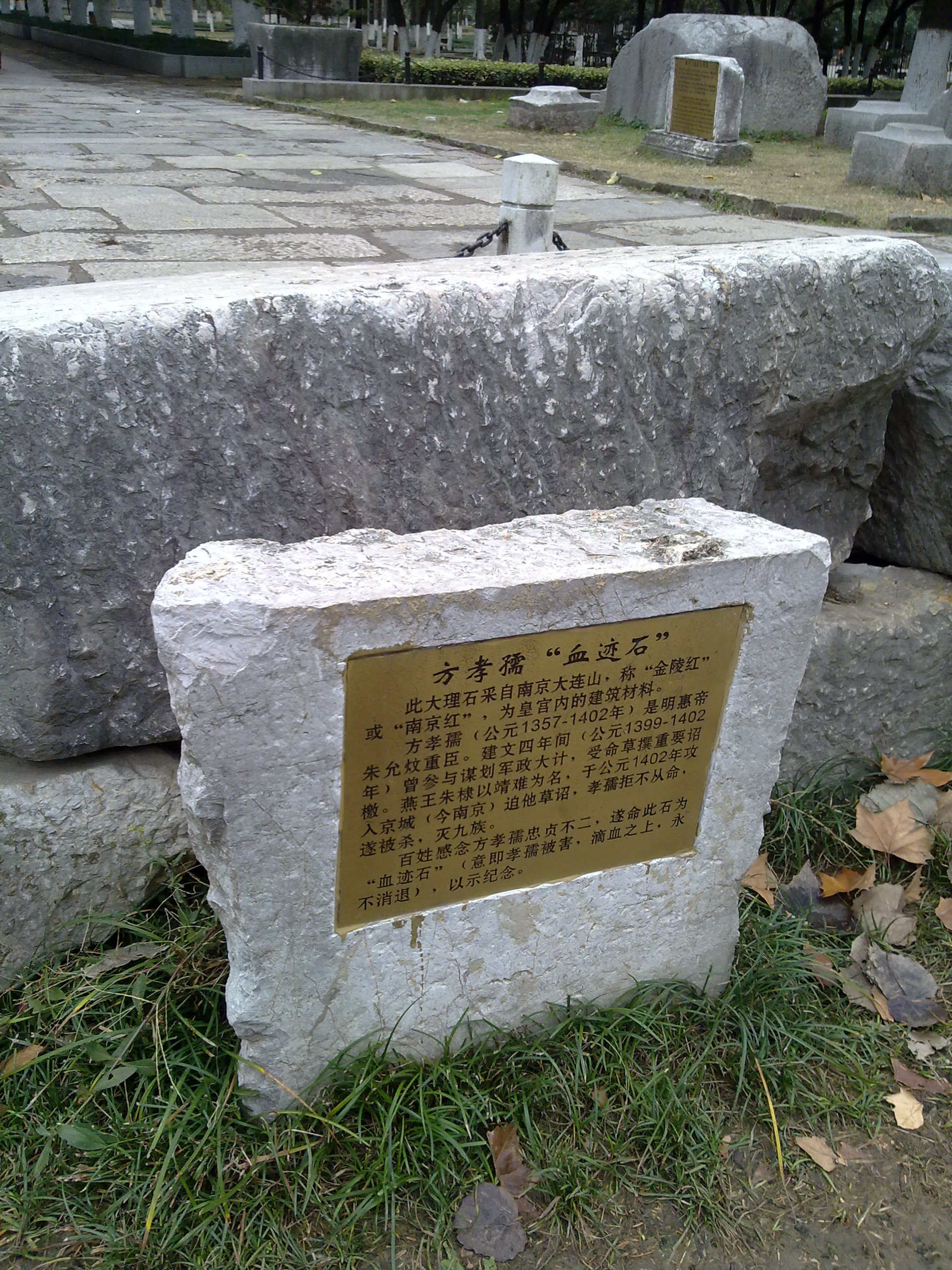
奉天门遗址处的“方孝孺血迹石”
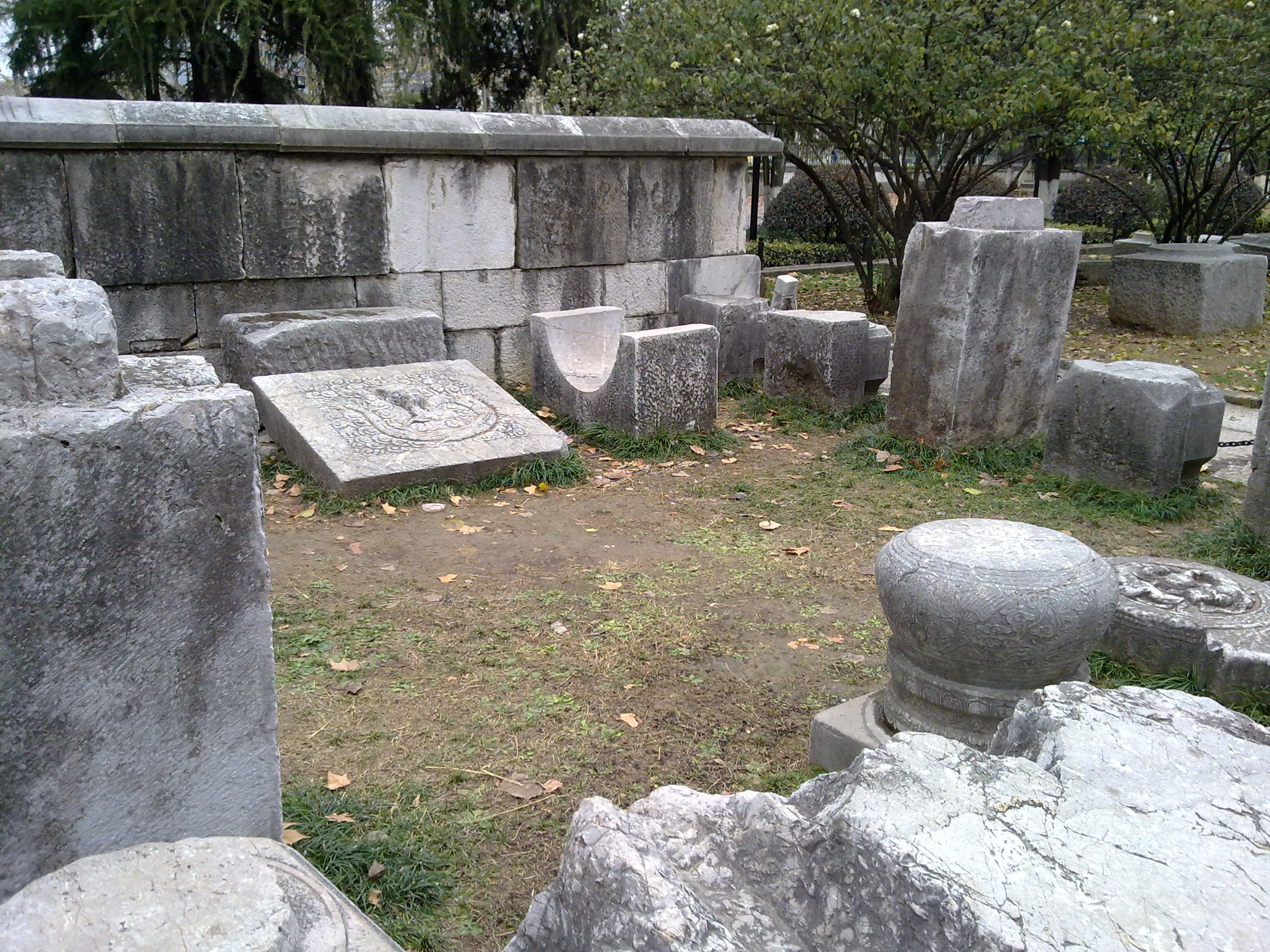
奉天门遗址处的石构件
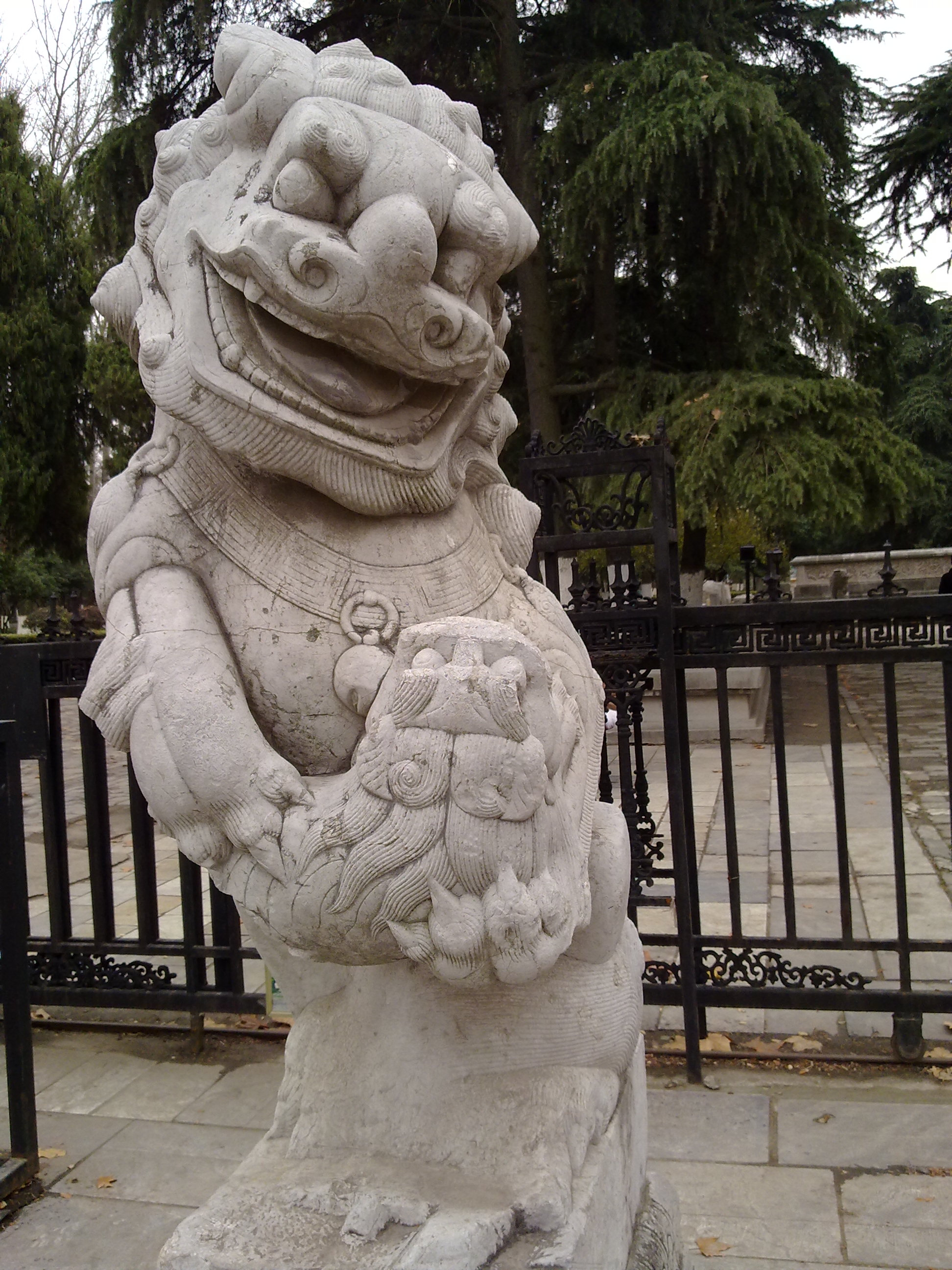
奉天门遗址处的石狮
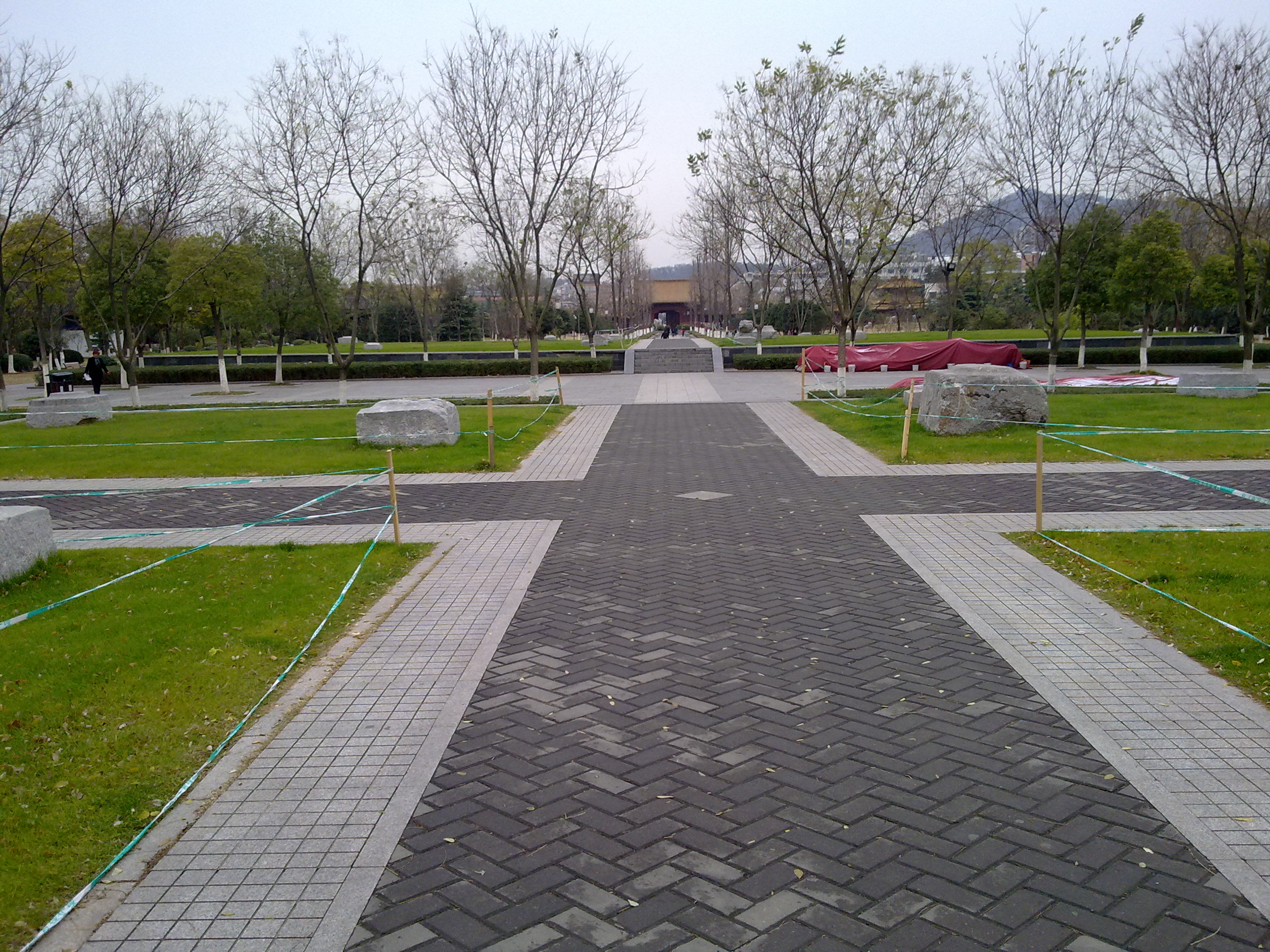
自奉天门远眺奉天殿遗址
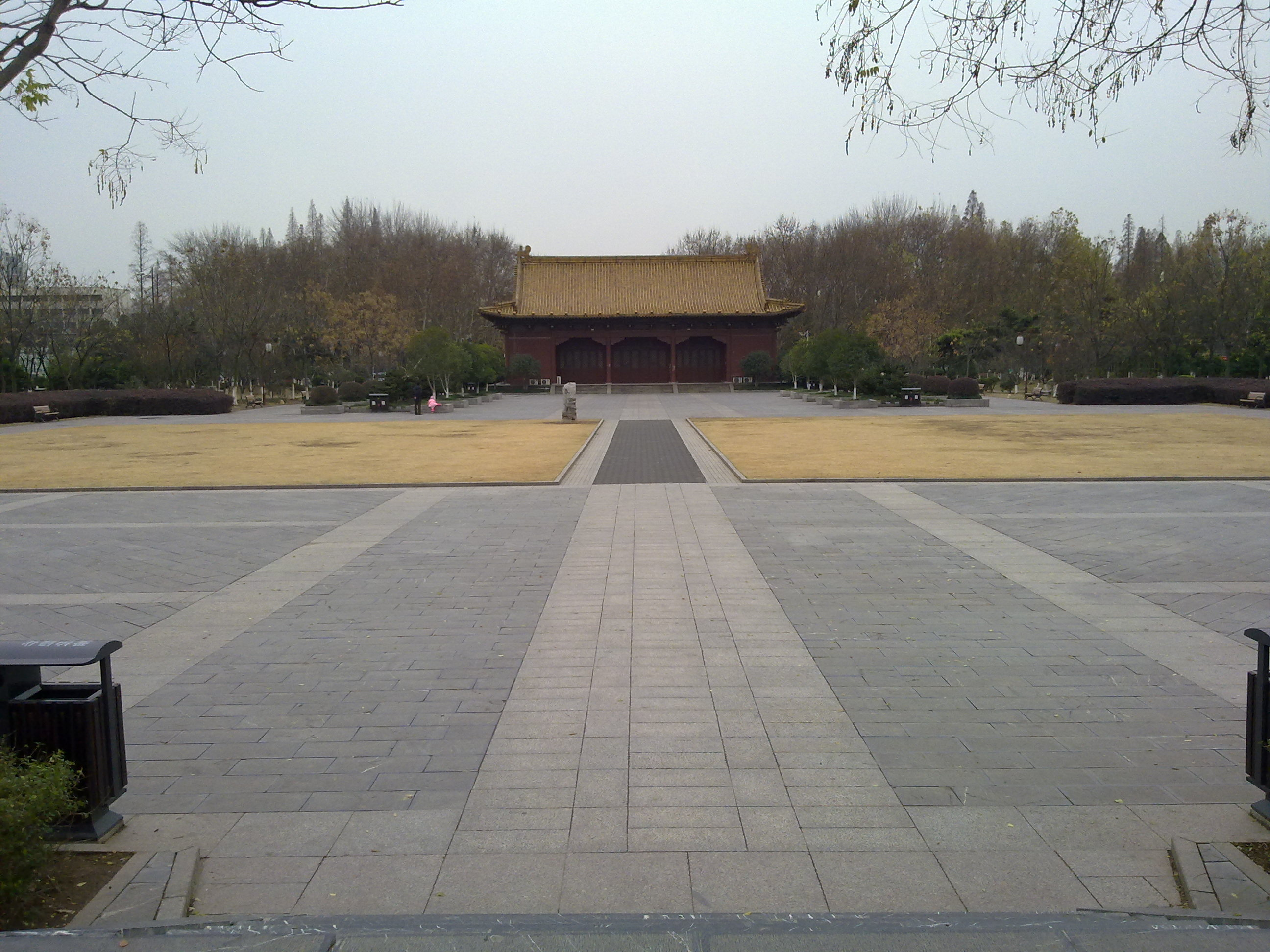
谨身殿遗址处北望内宫方向。黄色宫门为现代复建建筑，其位置约相当于乾清宫
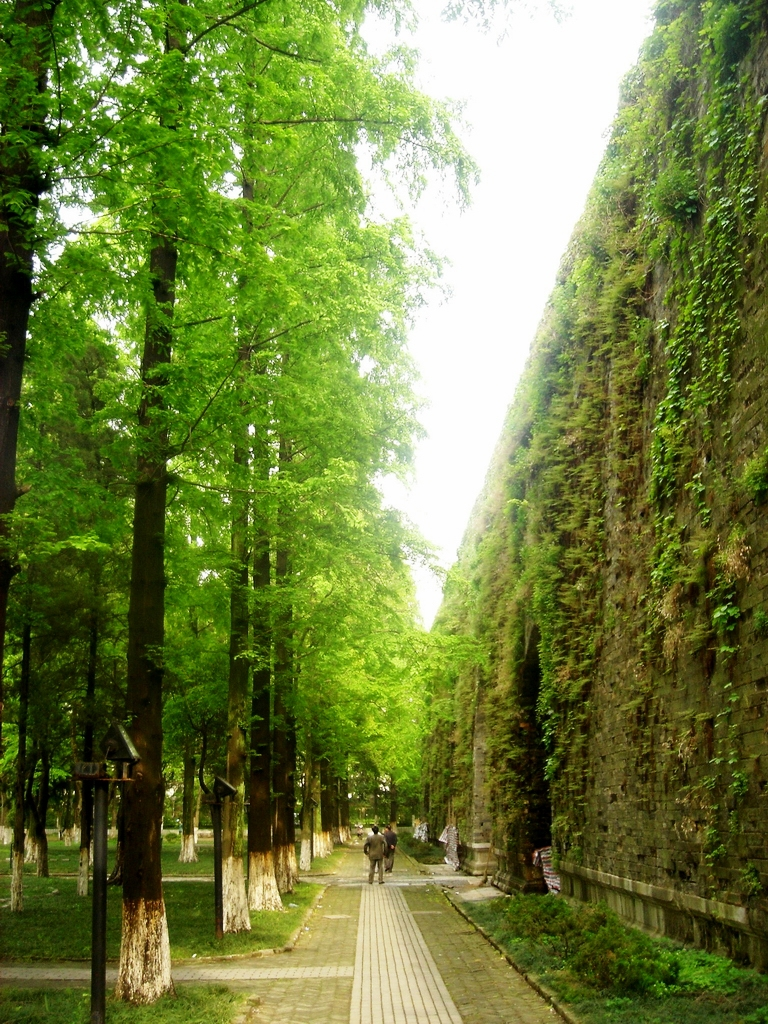
午朝门公园
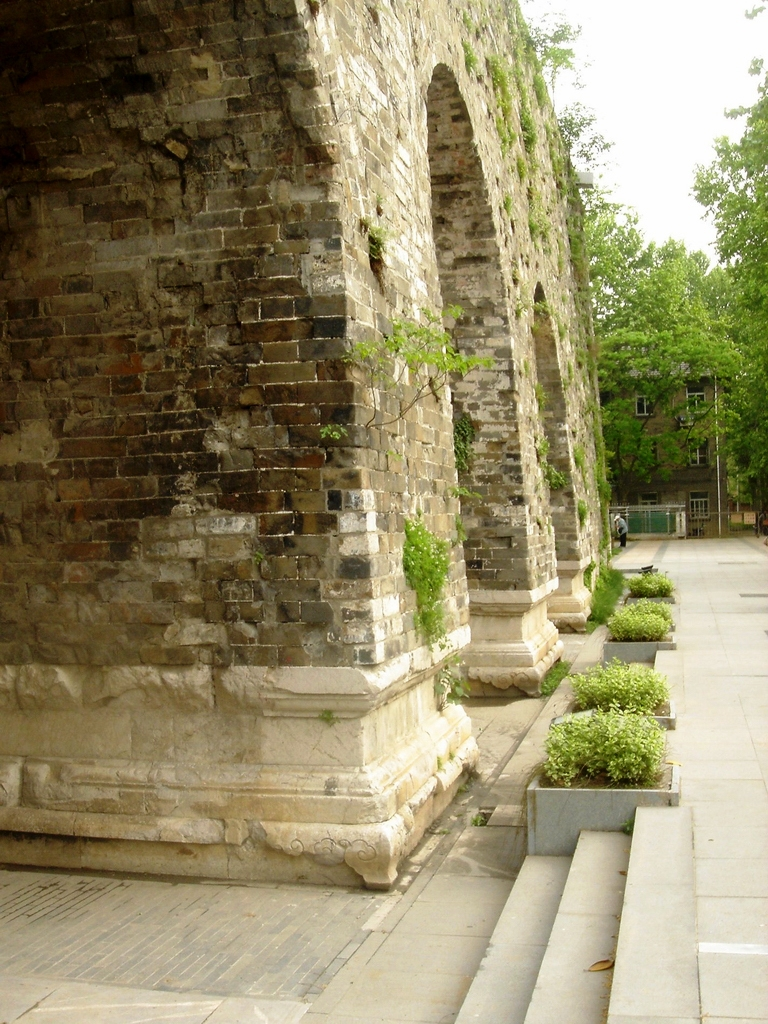
明宫城东华门遗址
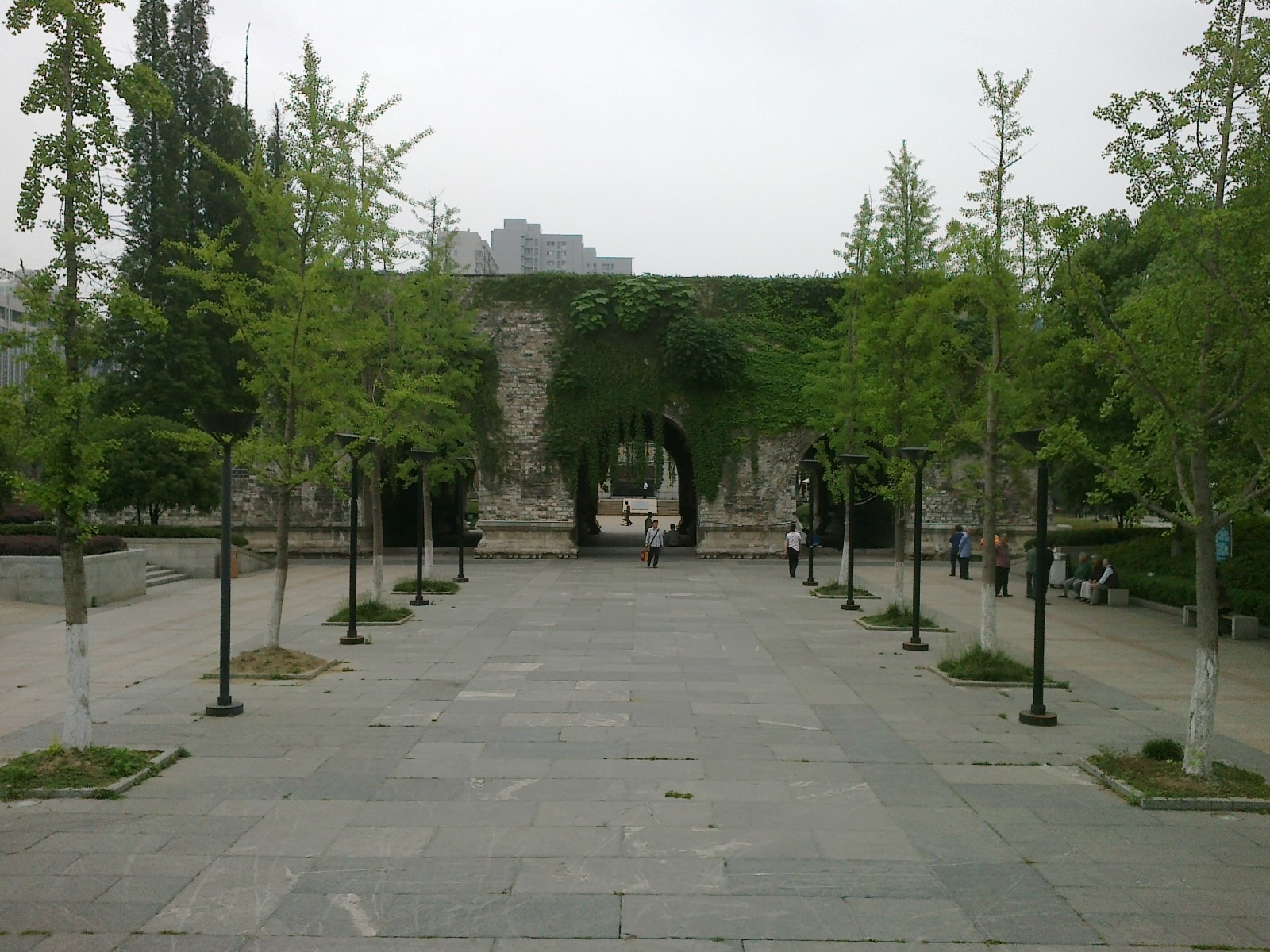
西安门
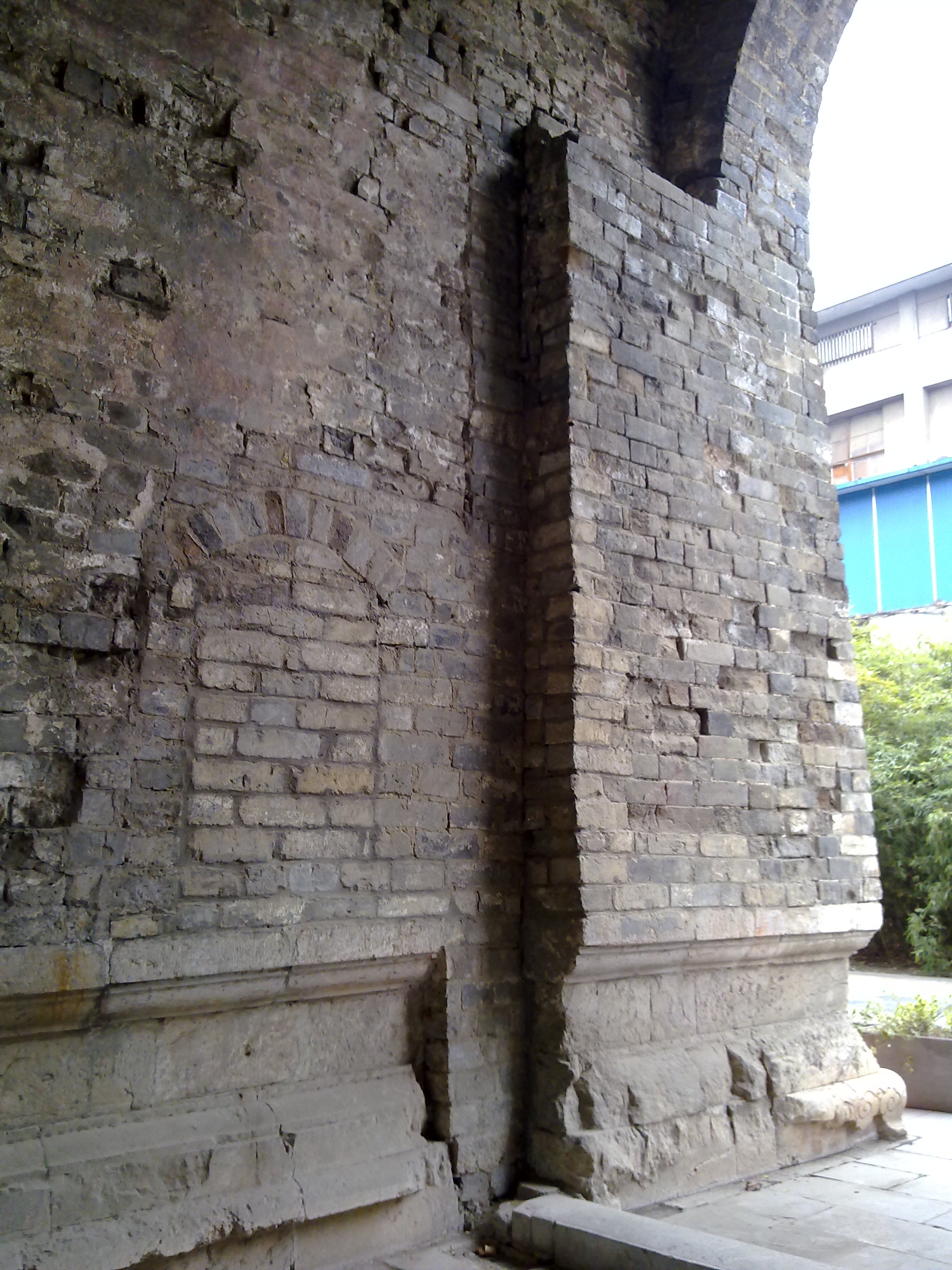
西安门门券
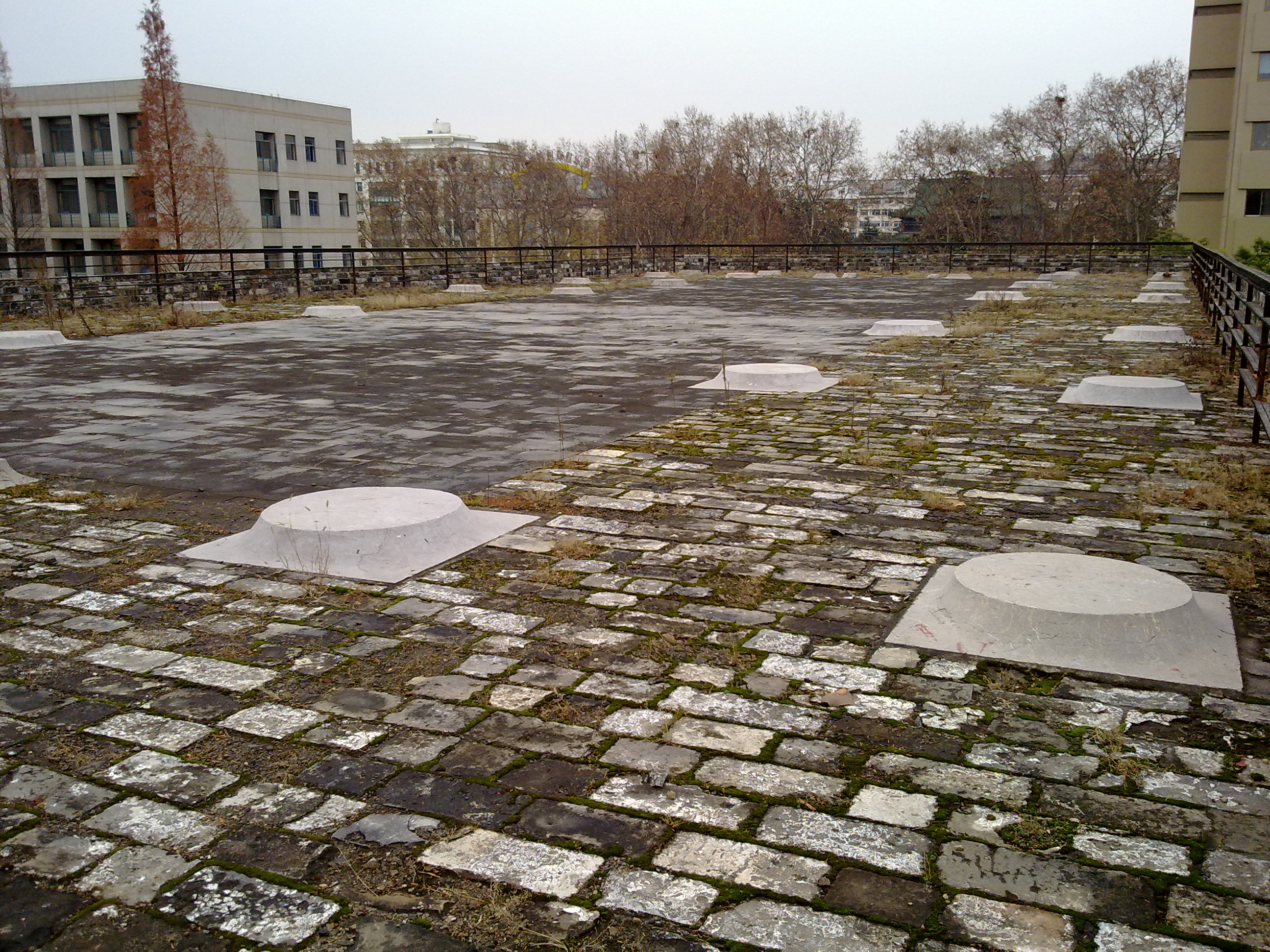
西安门城台上的柱础遗迹
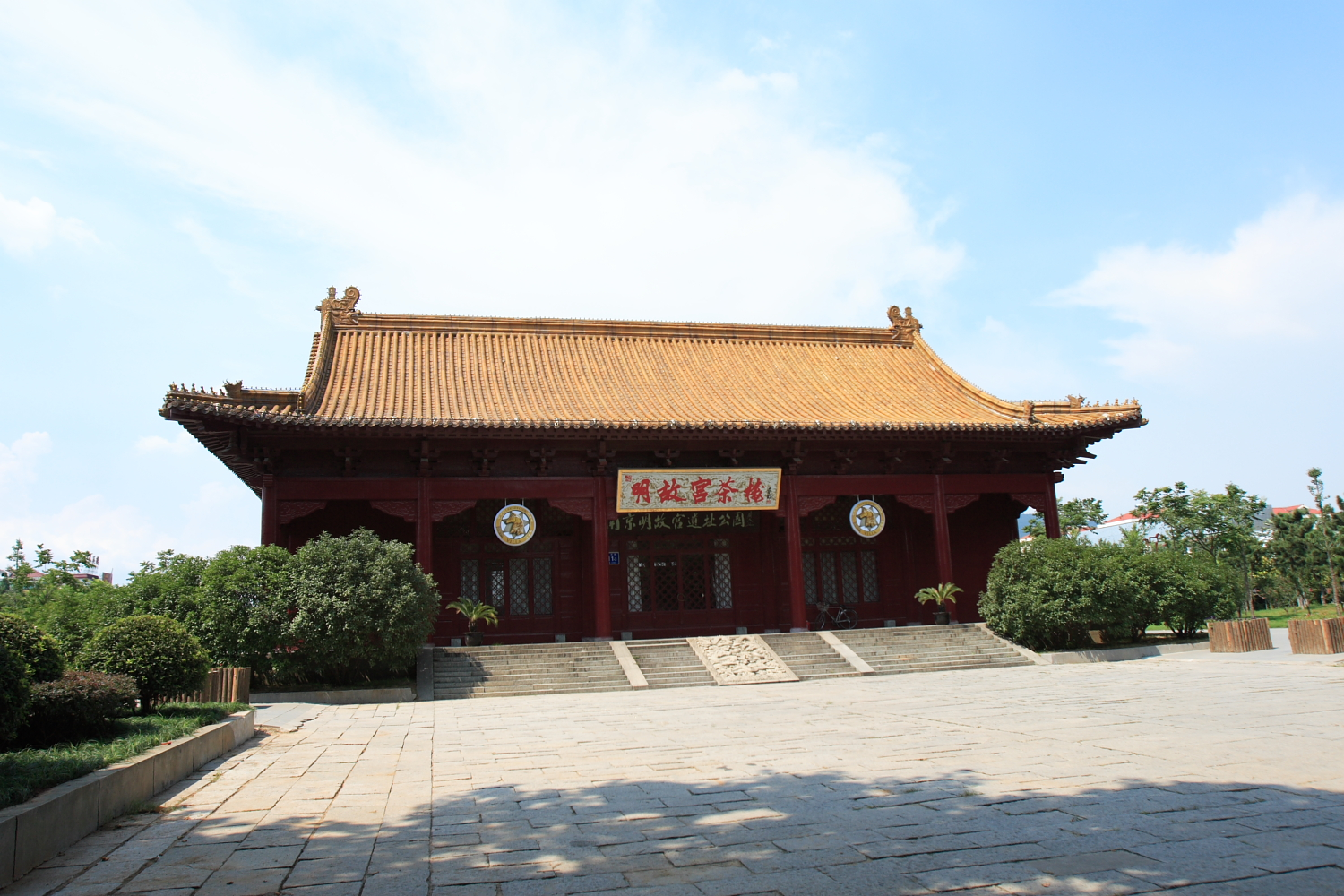
明故宫奉天殿遗址前的仿建宫门
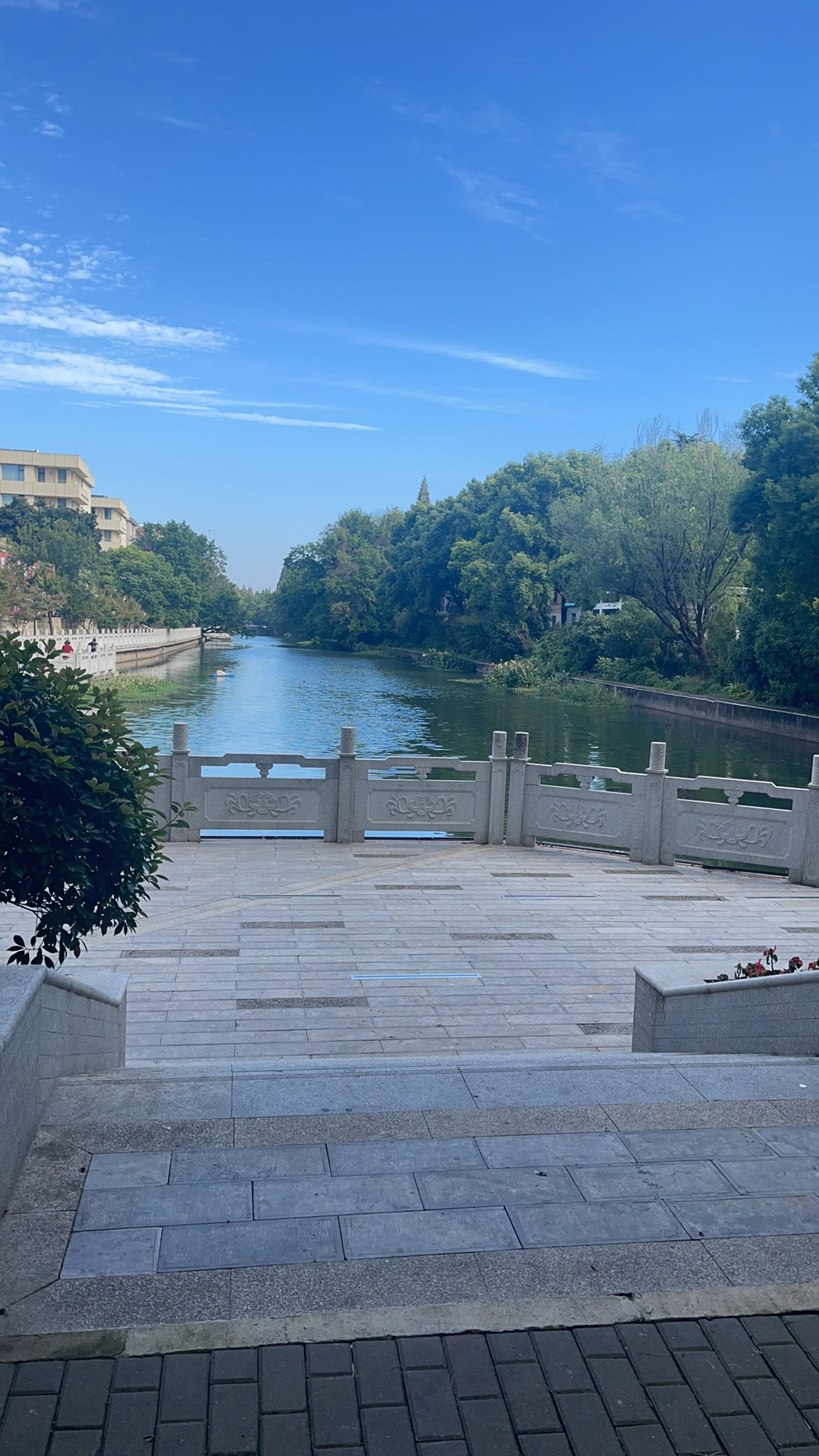
南京玉带河
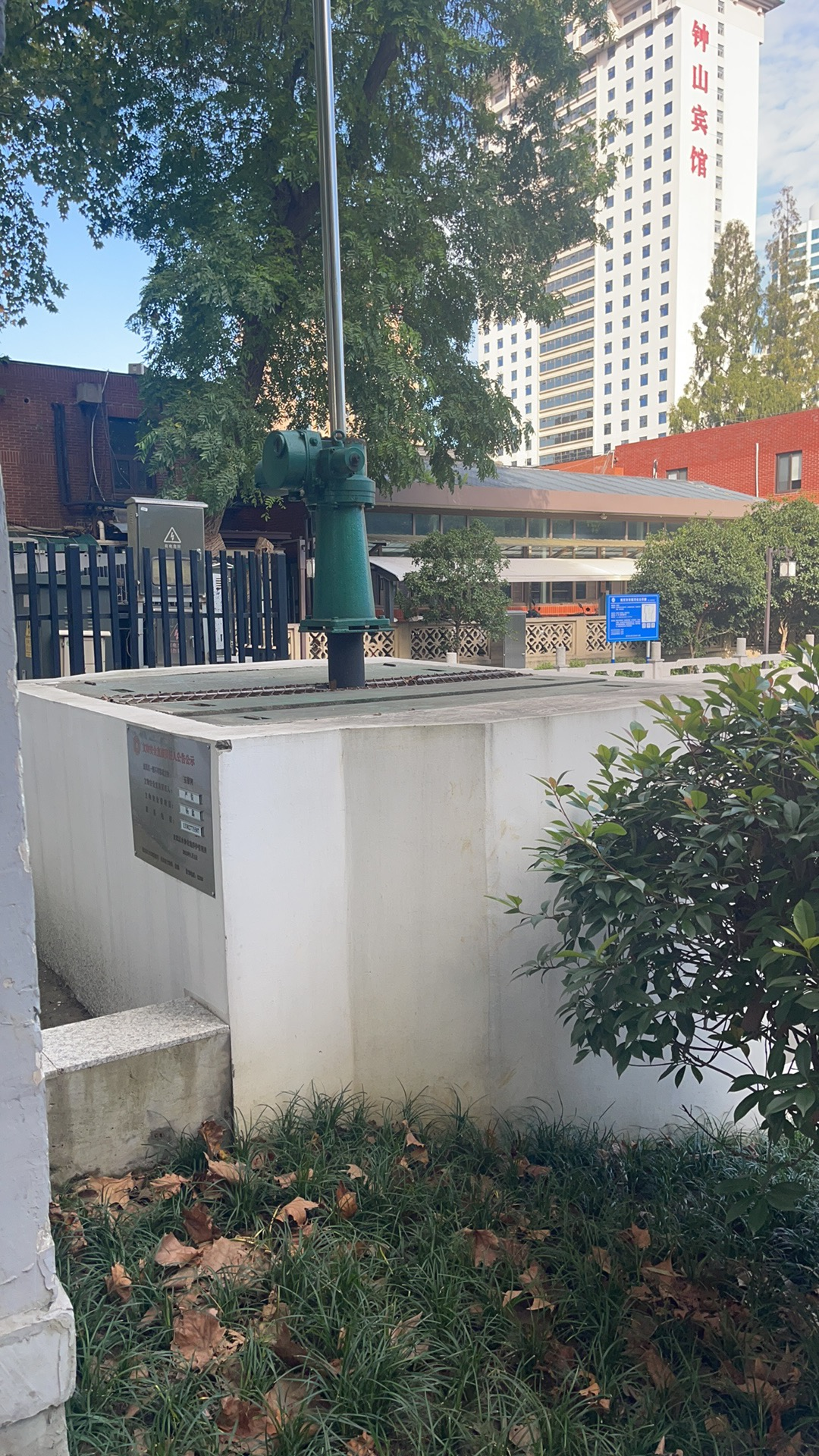
南京玉带河文物保护碑
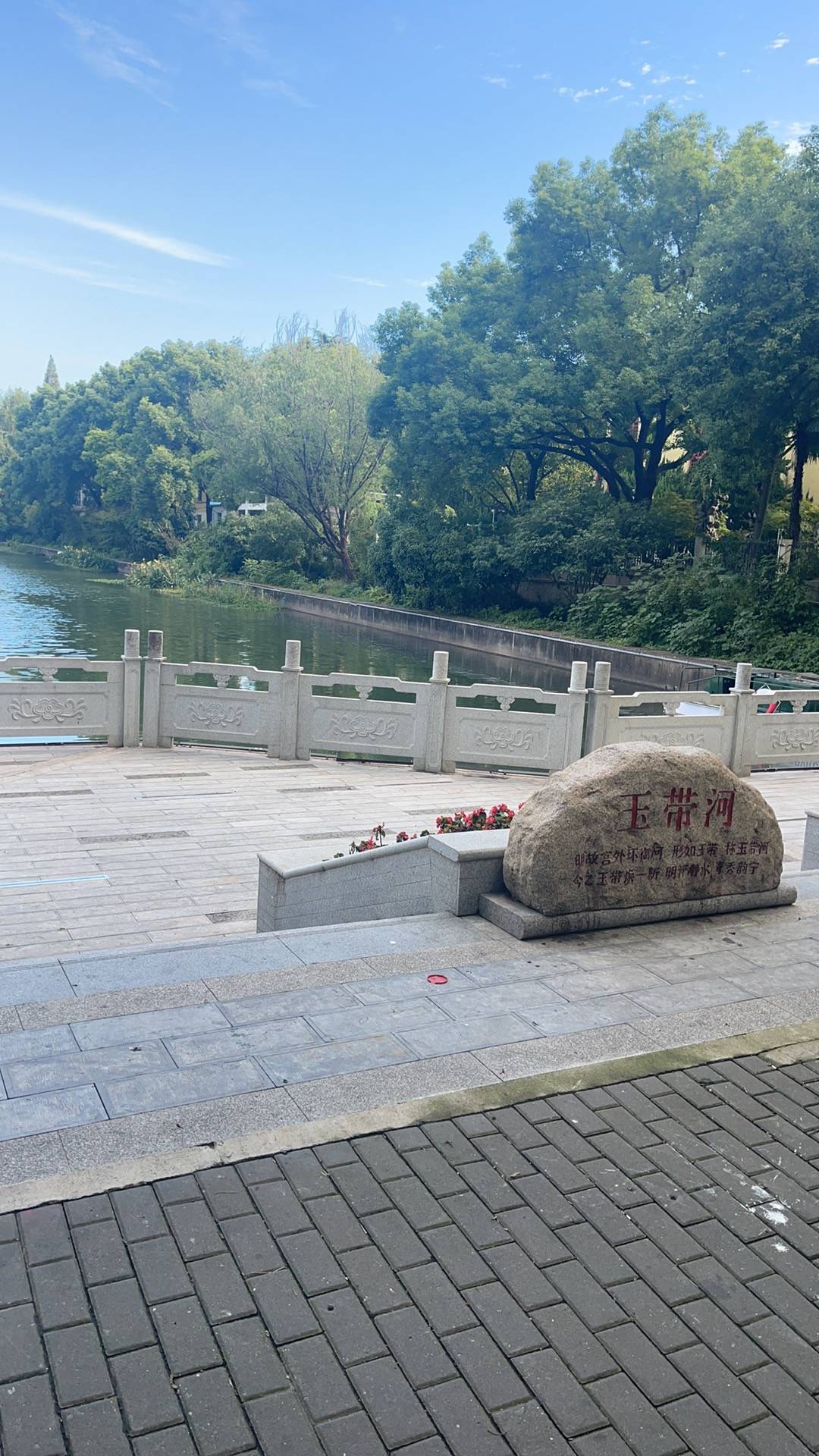
玉带河介绍